# Divinités grecques

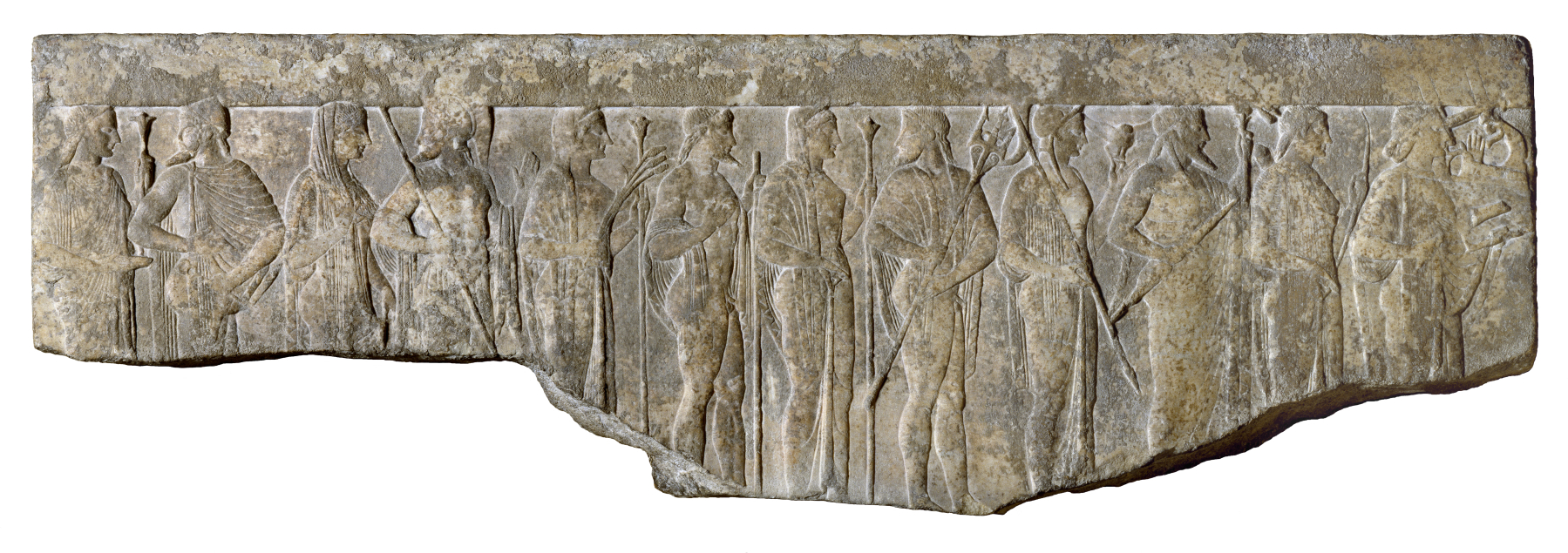
Procession de douze divinités grecques : Hestia, Hermès, Aphrodite, Arès, Déméter, Héphaïstos, Héra, Poséidon, Athéna, Zeus, Artémis et Apollon (de gauche à droite). Bas-relief hellénistique (au), Walters Art Museum.

Les dieux et déesses de la Grèce antique sont des êtres immortels et surpuissants, généralement représentés sous forme humaine, auxquels les anciens Grecs adressent un culte, de manière à établir et entretenir une relation bénéfique avec eux. La religion grecque antique est un polythéisme, comprenant une foule de divinités.
Les divinités partagent quelques traits caractéristiques qui peuvent les rapprocher des humains, leur anthropomorphisme physique et aussi comportemental (du moins dans certains récits), mais d'autres éléments font que la barrière entre la nature divine et la nature humaine est infranchissable. Les dieux sont immortels alors que les humains sont mortels, ils disposent d'une puissance supérieure qui leur permet d'influer sur les vies humaines et explique que les humains les honorent pour s'attirer leurs faveurs. Ils sont généralement présentés comme plus forts, plus beaux et plus intelligents que les humains. La vision des divinités dans la Grèce antique n'a jamais été unifiée et il n'y a jamais eu de tentative d'imposer une seule manière de les envisager. Coexistent donc des visions qui peuvent être vagues, divergentes et contradictoires. Les poètes (en premier lieu Homère et Hésiode) et les philosophes ont proposé diverses approches la divinité qui ont pu pour certaines avoir une grande influence, d'autres cherchant au contraire à prendre à rebours le discours dominant (par exemple sur l'anthropomorphisme). Les représentations visuelles des divinités sont également une composante essentielle de la manière dont elles sont perçues.

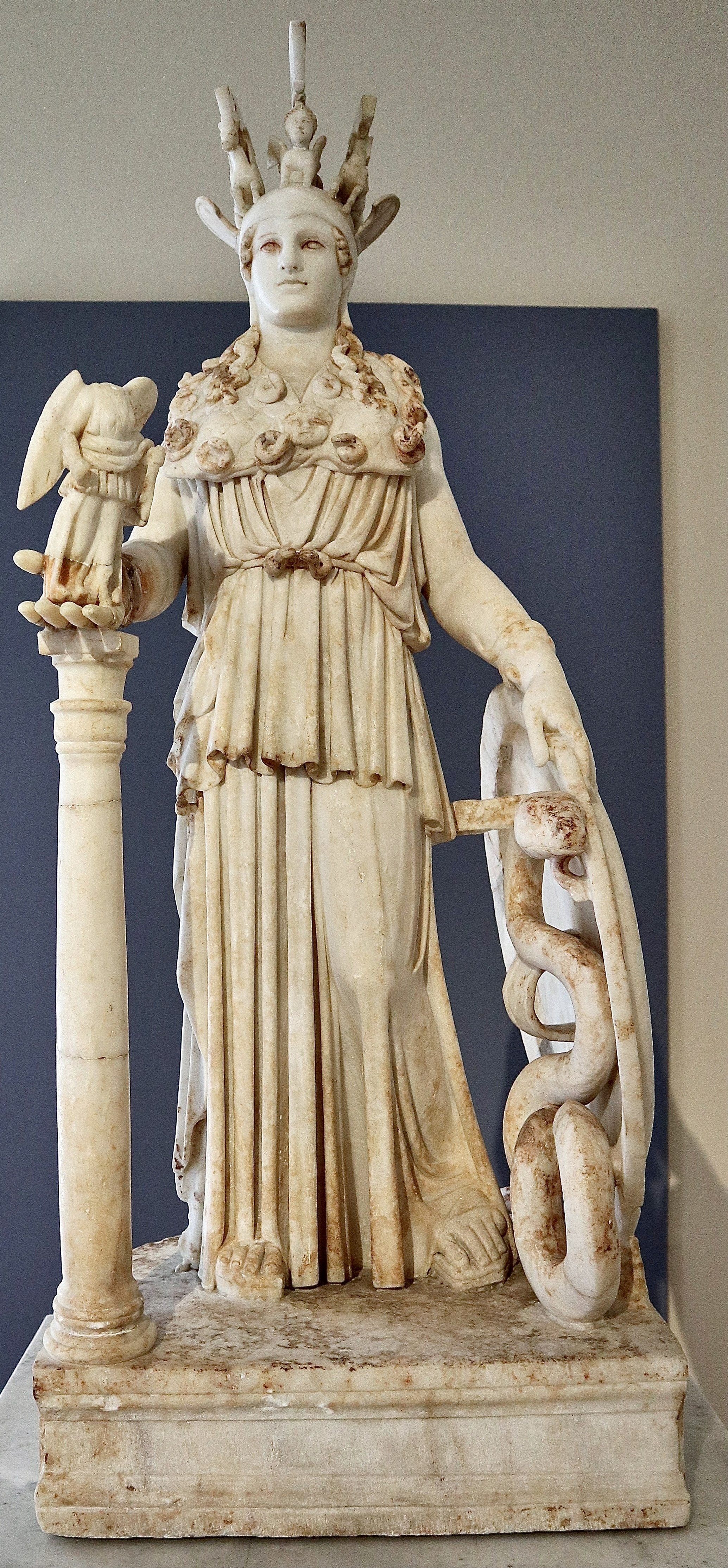
Athéna du Varvakéion, copie d'époque romaine de la statue chryséléphantine du Parthénon de Phidias. Musée national archéologique d'Athènes.

Les plus importantes sont un groupe de divinités majeures présentes dans tout le monde grec (Zeus, Héra, Apollon, Athéna, Aphrodite, Dionysos, Poséidon, Héphaïstos, Artémis etc.), mais vénérées sous une pluralité de formes, distinguées par leur épithète divine (ou épiclèse), identifiées notamment par leur lieu de culte et leur champ de compétence spécifique, qui constituent dans une certaine mesure chacune une divinité singulière faisant l'objet d'un culte spécifique. Selon les situations, des divinités portant un même nom divin peuvent donc avoir des champs de compétences différents, tandis que plusieurs divinités peuvent se partager un même champ de compétences. Les récits poétiques, avant tout ceux d'Homère et d'Hésiode, ont néanmoins contribué à donner une forme d'unité aux principales figures divines grecques. Ils ont également eu une grande influence sur la représentation des divinités grecques à l'époque moderne, mais celles-ci simplifient souvent les réalités antiques en les présentant comme des personnages avec des champs de compétences bien délimités et des traits de caractère spécifiques.
Le polythéisme grec ne s'arrête pas à la vénération de ces figures principales : une myriade de divinités dites « secondaires » ou « mineures », aux attributs moins complexes, sont évoquées dans les textes et honorées par des fidèles : des divinités de la nature, des astres, du monde infernal, des abstractions divinisées, etc.
D'autres figures situées à la charnière du monde divin et du monde humain, qui disposent d'une puissance supra-humaine sans pour autant être immortelles, reçoivent également des cultes : les héros et héroïnes, ainsi que des humains divinisés, notamment des monarques.

## Étymologie
En grec ancien, le terme signifiant « dieu » est theós / θεός (féminin theá / θεά), qui existe déjà en mycénien (te-o sur les tablettes en linéaire B). Son étymologie est discutée. Ce terme se distingue de celui signifiant « dieu » dans les langues indo-européennes, qui dérive du mot *dyew de la langue proto-indo-européenne originelle reconstituée, qui renvoie à la notion de « ciel (diurne) » et de « jour », et est resté en grec ancien pour désigner le dieu Zeus. Le terme proto-indo-européen à l'origine du grec theós serait *dh(e)h1s‑. Pour certains spécialistes, il dériverait du mot renvoyant à l'idée de « poser, placer », qui aurait évolué vers la désignation d'un objet ou d'une construction rituelle placée dans un lieu sacré ou par le sacré ou le divin, et en fin de compte vers la notion de « sacré » et de « divin ». Quoi qu'il en soit, parmi les langues indo-européennes seuls le phrygien et l'arménien ont opté pour le même terme pour désigner le divin,.

## Croyances et absence d'orthodoxie
Les anciens Grecs entretiennent des rapports avec une multitude de divinités, régis par un ensemble de principes que révèlent notamment l'étude de leur vocabulaire religieux, et celle des différentes pratiques rituelles assurant les contacts et les échanges avec le monde divin. Leur religion a pu être qualifiée de « ritualiste » : « c'est l'observance des rites, et non la fidélité à un dogme ou à une croyance, qui permet de se concilier les puissances surnaturelles. » Leurs croyances se passent dès lors de dogme et d'orthodoxie, et de textes sacrés : « plutôt que de présupposer un corpus de vérité révélée, le culte grec reflétait l'expression cumulative des conceptions des Grecs sur l'ordre général de l'existence et leur besoin d'interagir avec les êtres divins qui avaient créé et contrôlaient cet ordre. »
Un autre aspect des croyances antiques (et modernes) mis en avant par certains spécialistes du sujet est qu'il ne faut pas forcément y rechercher un ensemble monolithique et cohérent : P. Veyne, dans son célèbre Les Grecs ont-ils crus à leurs mythes ?, a rappelé la banalité de la pluralité des croyances ; H. Versnel a travaillé sur les « inconsistances », contradictions et ambiguïtés, vus comme une caractéristique de la pensée religieuse antique, et, à propos des dieux, considère qu'il y a des exceptions aux idées généralement admises à leur propos, et qu'en fin de compte « aucune affirmation valide de manière universelle et constante ne peut être émise à propos de quelque dieu que ce soit, sauf qu'il ou elle est un dieu (et même cela peut parfois être contesté). »
Cela n'empêche pas pour autant de déceler des traits généraux au-delà de la diversité : « à l’intérieur d'une religion qui n'a point d'orthodoxie, point de dogmes, la méditation religieuse peut choisir des voies très diverses ; elle obéit cependant à des tendances dominantes et suit des démarches de même type. »
Plus spécifiquement sur la conception des divinités par les anciens Grecs, le poids de l'héritage d'Homère et d'Hésiode est certes considérable, mais ces poètes développent des visions des divinités qui leur sont propres, que d'autres poètes et penseurs ne manquent du reste pas de critiquer et de modifier. L'existence de multiples cultes locaux entraîne quant à lui de nombreux particularismes régionaux. Cela implique de nuancer la conception « générale » des divinités.

## Les caractéristiques du statut divin
Les anciens Grecs envisageaient les divinités comme des êtres supérieurs aux humains, ce qui se manifestait en premier lieu par leur immortalité et leur puissance. Il en découlait également diverses autres caractéristiques physiques et intellectuelles. Néanmoins, si à première vue il paraît assez simple de répondre à la question « qu'est-ce qu'un dieu grec ? », en partant notamment des représentations communes, les mythes et les œuvres d'art, mais dès que l'on s'aventure au-delà de ces sources l'affaire devient plus complexe. Plusieurs auteurs antiques ont d'ailleurs reconnu leur incapacité à se figurer précisément ce que sont ces êtres invisibles et inaccessibles dont les actions sont bien souvent mystérieuses, Protagoras allant jusqu'à proclamer qu'il ne saurait dire s'ils existent ou pas et à quoi ils ressemblent.
A. Henrichs a distingué trois traits fondamentaux caractérisant les divinités grecques antiques : l'immortalité, la puissance et l'anthropomorphisme. De ces trois points, le dernier (et plus généralement l'étude du corps des divinités) est celui qui fait l'objet de plus de discussions,.

### La puissance et les pouvoirs
La puissance (dynamis), la force supérieure des divinités, est une autre qualité divine, qui les place au-dessus des hommes. Elle est complexe à définir. Elle se voit surtout par les actions surnaturelles accomplies par les dieux lors de leurs diverses interactions avec les humains, qui confirment leur statut supérieur et font que ceux-ci recherchent leurs faveurs : récompenses et punitions divines, interférences dans l'ordre naturel des choses, miracles, visions, épiphanies, etc.,.
La puissance divine se caractérise aussi par un savoir et une clairvoyance qui dépassent celles des humains, s'étendant à la connaissance de l'avenir, ainsi que par le fait qu'ils s'expriment dans une langue supérieure à celle des mortels, caractérisée notamment par l'emploi de mots plus corrects mais difficiles à comprendre pour les humains.
Les divinités interviennent constamment dans les affaires humaines, et leur présence est éprouvée par les humains de différentes manières. Elles ne semblent pas pour autant « toutes puissantes » : elles ne sont pas présentées comme des êtes infaillibles dans les mythes ; et si la puissance d'une divinité est considérée comme absolue dans son champ de compétence, elle ne l'est pas en dehors. Il y a néanmoins des situations dans lesquelles il arrive qu'il soit proclamé qu'une divinité a des qualités d'omnipotence et d'omniscience (souvent Zeus),. Les grandes divinités se singularisent encore plus par le fait que leur puissance se manifeste dans différentes sphères : elle est multi-dimensionnelle.
Du reste, les dieux grecs ne sont généralement pas perçus comme ayant le pouvoir de décider du destin (moira) des individus, notion qui en général renvoie au moment et aux circonstances de la mort et est personnifiée par un trio de divinités, les Moires. La relation de Zeus au destin a été débattue aussi bien dans l'Antiquité que dans la recherche moderne, en prenant pour point de départ ses actions dans les épopées homériques : il a pu être argumenté qu'il était parfois présenté comme son maître ; mais en dépit de son statut de dieu suprême, il ne peut apparemment pas s'y opposer, au mieux repousser temporairement une échéance funeste, ou la guider. Selon P. Veyne : « en principe (les dieux) sont les maîtres du monde, mais en pratique leurs décrets ne portent que sur l'intervalle qui sépare de leur issue, bonne ou mauvaise, les actes humains et les hasards. »

### L'immortalité
L'immortalité est la caractéristique première des dieux, au point qu'on les désigne couramment comme les Immortels (athanatoi). Ils ne meurent pas, bien qu'ils ne soient pas éternels puisqu'ils ont une naissance et une enfance (qui font l'objet de mythes), avant d'atteindre leur maturité pour l'éternité. Un dieu grec a donc un début, mais pas de fin. Cela les distingue évidemment des humains, qui sont éphémères, mais également des héros qui sont des défunts,,. C'est en conférant l'immortalité à Héraclès que Zeus fait de lui un dieu.
Ils sont immuablement dans la force de l'âge, la plupart d'entre eux naissant en pleine possession de leur puissance et leur vitalité est inépuisable,.
Là encore il y a des exceptions et des nuances, car la mort d'une divinité est envisagée dans quelques cas. Certaines catégories de Nymphes peuvent mourir avec l'élément naturel qui les abrite, comme les Hamadryades qui meurent quand leur arbre est abattu. Elle apparaît aux marges de la religion courante, dans l'Orphisme, dont le récit central est celui du meurtre de Dionysos. Elle doit avoir un sens : s'il renaît périodiquement (le Zeus crétois), ou dans le cadre d'un culte à mystères (Dionysos, Osiris), ou de rites annuels la commémorant (Adonis).

### L'anthropomorphisme et le corps divin
Les divinités apparaissent souvent comme des êtres invisibles, dont la présence est imperceptible, qui ne se manifestent directement aux humains que de manière exceptionnelle. Quand il s'agit de les représenter physiquement par l'art ou les textes, l'anthropomorphisme physique est privilégié : on les représente principalement avec une apparence humaine. C'est généralement tenu pour être une autre caractéristique importante des dieux grecs, qui certes ne les distingue pas des mortels au premier abord,. Ils sont plus généralement conçus sur le modèle des humains, que ce soit par l'apparence ou par le comportement, et dans les mythes ils ont une naissance, une généalogie, une enfance, des désirs, des contrariétés et colères, des mésaventures, des rapports sexuels, une progéniture, interviennent dans les affaires humaines sous forme humaine, etc. Au sens large, l'anthropomorphisme est « l'attribution de caractéristiques humaines à tout ce qui n'est pas humain. »
L’anthropomorphisme divin n'est pas pour autant absolu ni systématique. L'idée de représenter les divinités comme des humains, avec leur apparence et des comportements amoraux, n'est pas partagée par tous, car elle a fait l'objet de critiques dans l'Antiquité,,, qui sont néanmoins restées rares (le fait d'une « minorité excentrique » selon R. Parker). Sa signification et son importance sont également discutées dans la recherche moderne. En tout cas, l'apparence humaine est peut-être bien la forme que prennent les divinités « par défaut », mais la nature divine de leur corps immortel et surpuissant se manifeste par des qualités et des pouvoirs surnaturels que n'ont pas les corps des humains.
D'abord, les dieux ne sont pas limités à une seule apparence ni même à une apparence humaine : ils sont polymorphes, ont le pouvoir de se métamorphoser. Ils peuvent prendre des formes humaines (notamment pour dissimuler leur véritable nature aux humains), des formes animales, ou encore celle d'un élément (de la brume, une nuée, Zeus se métamorphosant en pluie d'or pour féconder Danaé),. Dans les mythes, il est courant que des divinités se transforment en animaux (thériomorphisme), et certains sont même associés à un animal particulier (par exemple Poséidon et le cheval). Cela révèle à tout le moins le fait que « pour les Grecs, l’essence divine ne peut être réduite à une seule forme, ni même à une seule sorte d’être. » Dans l'art, la statue anthropomorphe n'est pas la seule manière de figurer un dieu, et sa popularité pourrait surtout refléter le fait qu'un corps humain beau est une manière d'évoquer la valeur divine.
Ensuite, même sous l'aspect humain, le corps des divinités est par essence différent de celui des mortels : Homère parle de leur sang immortel, l'ichor, qui peut se déverser sans risquer d'entraîner leur mort, et du fait qu'elles ne consomment pas la nourriture des humains (le pain et le vin),. Les divinités grecques ont en effet leur propre régime alimentaire. Elles ne peuvent pas se nourrir de mets éphémères, propres aux mortels, même si l'odeur et la fumée des viandes des sacrifices les contente. À la place, elles consomment la nourriture des immortels, le nectar et l'ambroisie,.
Selon les mots de J.-P. Vernant, le corps divin est en fin de compte un « sur-corps » caractérisé par une splendeur inégalable. Il est en général considéré que les dieux sont plus grands que les humains et ont une beauté inégalable par ces derniers, même si certains d'entre eux sont caractérisés par leur laideur (comme Priape). L'art les représente souvent plus grands que les humains. De leur corps divin irradie une splendeur qui fait qu'ils ne peuvent pas apparaître aux humains sous cette forme sous la peine de les frapper de stupeur ou, dans le cas de Zeus se présentant dans sa véritable splendeur à Sémélé, de leur infliger la mort. Aussi, quand ils quittent leur état habituel d'invisibilité aux humains, ils se métamorphosent pour leur apparaître sans les affecter, prenant la forme d'un corps visible qui n'est pas leur corps,. Les divinités grecques ne semblent pas pour autant avoir le don d'ubiquité : elle ne peuvent être qu'à un seul endroit à un moment donné, ce qui explique qu'il existe une forme de compétition et de négociation chez les humains pour attirer leur présence.

### La séparation entre l'humain et le divin
Le fait que les contacts directs entre humains et divinités soient potentiellement limités renvoie à l'infranchissable barrière qui sépare leurs natures respectives. Les récits d'Hésiode (la Théogonie et Les Travaux et les Jours) abordent la différenciation entre les deux autour de la figure de Prométhée (que la tradition postérieure considère comme le créateur des humains) : humains et dieux se côtoyaient à l'origine, puis ils sont séparés à la suite de l'institution du sacrifice au dieu au cours de laquelle Prométhée dupe Zeus, après quoi ce dernier trompe une nouvelle (et dernière) fois le roi des dieux en dérobant le feu pour le donner aux humains. La revanche de Zeus intervient par la création de la première femme, Pandore, qui est vue comme une garantie que leur vie connaîtra toujours le malheur.
Les dieux sont « bienheureux » (makarioi), ils ne connaissent pas les malheurs irrémédiables liés à la condition humaine. En comparaison, la condition de mortel est caractérisée par un ensemble de limites. Il peut aussi être dit que « les dieux sont les mortels sans leurs limites » (R. Parker).
La principale différence entre les humains et les divinités est le fait que les premiers sont voués au trépas, alors que les seconds sont immortels. Dans le discours mythologique, le statut divin, donc l'immortalité, n'est pas inaccessible pour des humains au destin exceptionnel. Zeus octroie l'immortalité à son fils Héraclès et à Asclépios, en les foudroyant ; Dionysos assure l'immortalité à sa mère Sémélé et à son épouse Ariane. Déméter tente de rendre le jeune Démophon immortel en le frottant avec de l'ambroisie et le soumettant à un feu ardent, mais son projet est interrompu par la mère de l'enfant.
Le corps des divinités est également dotés de caractéristiques supérieures à celui des humains, qui est quant à lui empreint de limites : mortel, périssable, dans lequel coule le sang, nourri avec les mets réservés aux éphémères. Il est « transitoire, précaire, inaccompli » selon les mots de J.-P. Vernant, qui estime qu'on peut renverser la perspective habituelle sur l'anthropomorphisme, en considérant que le corps humain renvoie au modèle divin, mais auquel on aurait retranché les éléments qui en font la permanence et la splendeur.
Plus généralement les dieux sont invariablement supérieurs aux humains en raison de leur puissance inatteignable. À chaque fois qu'un humain tente de se mesurer à eux par ses talents, il échoue car le fossé entre les deux natures ne peut être comblé.
Dans les cultes, certains humains ont fait l'objet de vénération. Cette pratique se répand au IVe siècle av. J.-C., et devient une des caractéristiques des cultes grecs des époques hellénistique et romaine. Elle concerne avant tout des monarques, d'abord les rois hellénistiques puis les empereurs romains, ainsi que des bienfaiteurs commémorés par une cité à laquelle ils ont rendu des services considérables. La question de savoir si ces personnages, en particulier les empereurs, sont réellement divinisés est débattue : leur culte est modelé sur celui des divinités olympiennes, mais ils semblent bien conserver un statut inférieur à celui d'une divinité « normale » sans pour autant être des humains « normaux » non plus,,,.
Cela renvoie plus largement à l'idée d'une continuité entre hommes et dieux, parce qu'ils appartiennent au même monde, et sont séparés par des catégories intermédiaires, permettant d'envisager la possibilité du passage de certains humains jugés exceptionnels vers le divin, à partir du moment où ils atteignent un certain degré de puissance (le cas le plus éloquent étant Alexandre le Grand). Cette idée est aussi présente dans des pensées philosophiques envisageant l'élévation d'humains vertueux vers le statut divin, en particulier à partir de l'époque hellénistique.

### Les autres êtres «supra-humains»
Le statut des divinités grecques s'éclaire non seulement par la comparaison avec celui des humains, mais aussi avec celui de figures qui ont un statut intermédiaire, « supra-humain » parce que dotés d'une puissance qui peut influencer la vie des humains, sans être pour autant considérés comme des divinités proprement dites : les daimones et les héros/héroïnes ; les abstractions divinisées peuvent aussi être rangées dans cette catégorie.
Ainsi, les héros ont pu être définis comme des « dieux à petite échelle » (A.D. Nock), moins puissants. La différence fondamentale entre les deux groupes est le fait que les héros et héroïnes sont des mortels décédés, là où les divinités sont des immortels. Mais la limite entre les deux groupes est parfois floue, notamment avec les figures que sont les « demi-dieux » de la littérature (Héraclès, Asclépios, les Dioscures), mais aussi par les cultes héroïques qui empruntent autant à ceux des défunts qu'à ceux des divinités. Il a pu être dit que les héros et héroïnes sont fonctionnellement des « divinités mineures ».

### Différences avec la divinité des monothéismes
Il est courant d'opposer la conception de la divinité en Grèce ancienne à celle du Dieu des religions monothéistes, en particulier le christianisme. Dans cette optique, les dieux grecs ne sont pas éternels, ce ne sont pas non plus des dieux créateurs, et ne contrôlent pas (ou du moins pas complètement) le destin. Le fait qu'ils soient une pluralité implique qu'ils se partagent et se répartissent les compétences pour régir le monde et assurer sa pérennité. De plus, ces dieux ne sont pas présentés comme étant systématiquement aimants envers les hommes, ils peuvent être des facteurs d'ordre comme de désordre, et sont animés par un sens de la justice mais il n'est pas à toute épreuve. Dans les mythes en particulier, ils font souvent fi des conventions et des bonnes mœurs. En général (donc en dehors des œuvres de certains poètes et philosophes), les dieux ne sont pas définis comme des êtres fondamentalement bons et la différence entre le divin et l'humain ne s'explique pas par des critères moraux,.
Il est généralement considéré que les dieux grecs ne sont pas non plus tout-puissants, car leur puissance s'exprime dans un domaine particulier. Il est arrivé que certains textes accordent à certains d'entre eux une forme de suprématie, notamment par l'utilisation d'épiclèses telles que Hypsistos « le plus haut » et Megistos « le plus grand », mais cela ne doit pas être vu comme une évolution vers le monothéisme car ce n'est que circonstanciel et temporaire.

## Les différentes divinités: des figures complexes
Le polythéisme est caractérisé par un foisonnement d'êtres divins. Les sources grecques antiques, qu'elles relèvent de la mythologie ou du culte, permettent de dégager des éléments caractéristiques de ces différentes divinités permettant de les analyser de manière individuelle. Mais les études modernes sur les dieux grecs sont en particulier confrontées au défi de concilier le général et le particulier. Une foule de divinités reçoit des cultes qui leur confèrent une spécificité, ce qui fait que les différentes manifestations d'une des grandes divinités olympiennes — distinguées par une épithète divine, ou épiclèse — peuvent être considérées comme des divinités à part entière, alors qu'en même temps la plupart de ces divinités sont identifiées par un même nom divin et des traits communs plus ou moins prononcés, diffusés notamment par la poésie et l'art, qui se retrouvent dans tout le monde grec. Dans un système polythéiste, une divinité identifiée par un nom du panthéon panhellénique (Zeus, Héra, Athéna, Apollon, etc.) se présente donc sous plusieurs épithètes selon les lieux et les époques, qui sont aussi à considérer comme des divinités à part entière. De plus la question de savoir si les divinités grecques sont à envisager comme des « personnes » ou des « puissances » fait débat. Quand il s'agit d'analyser les divinités grecques « individuelles », les études ont donc tendance à aborder leurs noms et épithètes, les mythes dans lesquelles elles apparaissent, les lieux et formes de leurs cultes, les images les représentant, à questionner leurs origines et l'unité derrière la diversité de leurs manifestations.

### Les divinités grecques sont-elles des personnes?
Quand il s'agit de définir ce qui singularise une divinité grecques par rapport à une autre, l'approche traditionnelle les voit comme des personnes et étudie leur personnalité. Selon cette approche, quatre facteurs principaux forgent pour chaque divinité du polythéisme grec une personnalité qui la distingue des autres : 
- sa dénomination, avec son nom divin et son épithète de culte ;
- les mythes qui le concernent, qui rapportent sa généalogie, ses actions, et au niveau local la signification des rites qui lui sont consacrés ;
- son iconographie, en premier lieu sa statue de culte ;
- son culte local, ancré dans son sanctuaire, avec son programme rituel, notamment ses fêtes, son atmosphère propre[77],[78],[79].

La principale critique des approches traditionnelles des divinités est venue de J.-P. Vernant, qui rejette la notion de personnalité divine pour privilégier celle de « puissance »,. Il s'agit de tourner le dos à une approche « essentialiste » qui voit les divinités individuelles comme caractérisée avant tout par un domaine principal de compétence, voire des individus avec une personnalité ou une psychologie propres (conséquence de l'influence des poèmes épiques et tragiques sur la perception moderne des divinités grecques), et aussi à une tendance à se focaliser sur leurs origines. Dans cette approche, les divinités se définissent surtout par leurs relations aux autres divinités dans le panthéon, ce qui permet une meilleure prise en compte de la dimension polythéiste de la religion grecque et du rôle des divinités dans le culte. Un aspect important de ces puissances divines est leur polyvalence, le fait qu'elles puissent se manifester sous une pluralité de formes, tout en ayant chacune des « modes d'action » qui leur sont propres. Cette approche « structuraliste » a été prolongée par la suite,,. Elle a par exemple mis en avant le fait que les divinités des cultes civiques sont moins « activistes » que celles des récits d'Homère, sans pour autant être des figures indifférentes aux préoccupations des humains ; ce sont selon G. Sissa et M. Detienne « des puissances impliquées par leur mode d'action singulier dans tous les comportements de ceux qui entendent « mener la vie de citoyen ». » Cette approche relativise également l'importance de l'anthropomorphisme divin.
La grille d'analyse structuraliste est devenue un cadre de référence essentiel, permettant de sortir des descriptions traditionnelles des divinités grecques et d'approfondir l'analyse des panthéons et des logiques du système polythéiste, quand bien même elle n'a pas entièrement emporté les convictions,,,. Les débats sur les « personnes »/« personnalités » ou « puissances » divines restent ouverts. J. Bremmer considère que les deux approches ne s'excluent pas : « la poésie, l'art et le culte ne cessaient d'exprimer dans l'esprit des Grecs la dimension personnelle de leurs dieux. « Puissance » et « personne » sont deux faces des dieux grecs qui pouvaient toutes les deux se manifester dans différents moments et dans différents contextes. » Selon R. Parker, en dépit de leur puissance incomparable et multi-dimensionnelle, les grandes divinités grecques ont acquis par les mythes et l’art des personnalités qui les humanisent plus que les divinités de la plupart des autres systèmes polythéistes. Les humains entrent en relation avec eux comme ils le font avec leurs pairs, par le biais de dons et d'échanges réciproques. G. Pironti et V. Pirenne-Delforge considèrent que l'approche de Vernant reste fondamentalement valide, mais qu'elle est trop rigide car elle risque par exemple de sous-estimer les chevauchements de compétences divines. Selon elles une divinité est un réseau complexe de pouvoirs, qui se définit par ses pouvoirs et compétences propres, mais aussi par ses relations et associations dans le panthéon où elle se trouve. Quant à la « personnalité » des divinités, ce serait certes « la manière de saisir les dieux, de les prier, mais ce qui est finalement attendu par les fidèles est bel et bien une manifestation de la puissance divine. »

### Les noms et épithètes des divinités

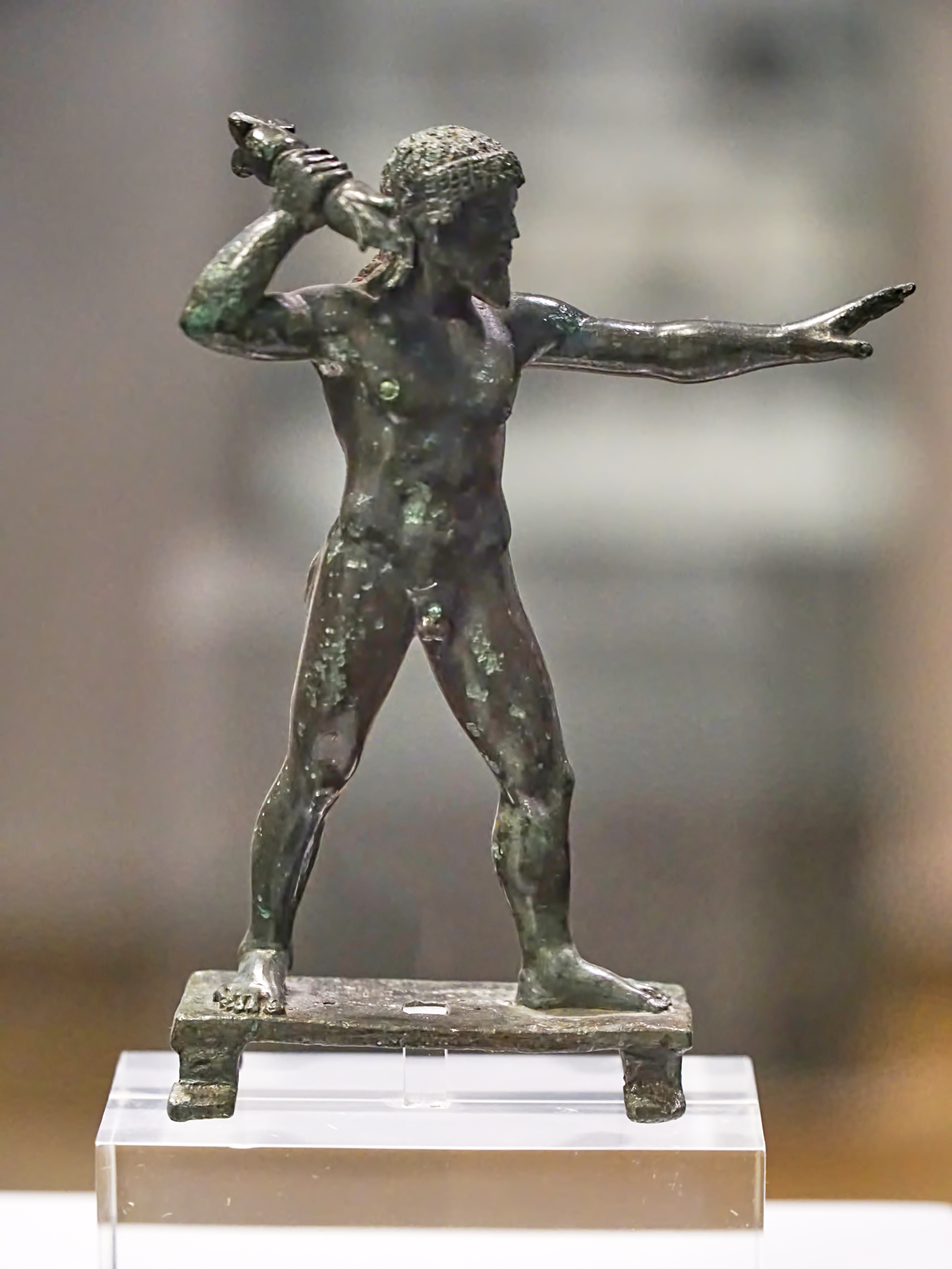
Figurine en bronze de Zeus Keraunios, lié à la foudre et aux éclairs. Dodone, v. 470-460 av. J.-C. Musée national archéologique d'Athènes.

Les divinités grecques sont avant tout appelées par un nom divin (« théonyme ») générique qui, pour les plus importantes d'entre elles, est employé dans tout le monde grec : Zeus, Héra, Déméter, Apollon, etc. Il a souvent été tenté de retrouver l'étymologie et le sens fondamental de ces noms divins. Le nom de Zeus est expliqué par la philologie indo-européenne, qui le rapproche par exemple aux termes latins deus (dieu) et dies (jour). Mais les tentatives se sont pour la plupart avérées vaines.
Dans les textes, les divinités sont plus précisément distinguées les uns des autres et individualisées par une épithète divine, aussi appelée épiclèse, qui est une clef essentielle pour comprendre le fonctionnement du polythéisme grec. Elle sert dans le culte, et se différencie donc des épithètes employées par les poètes (notamment les épithètes homériques) qui ne se retrouvent pas forcément dans un contexte rituel. Un même dieu, généralement un des grands dieux qui est vénéré en plusieurs endroits du monde grec, peut se présenter sous différents aspects, qui sont distingués par d'autres éléments d'identification, en général une fonction ou un lieu (cité, localité ou sanctuaire) ; mais il y en a bien d'autres comme un rituel ou un autre nom divin,,.
Le premier élément reflète le fait que les dieux grecs se manifestent dans un domaine d'intervention spécifique,. Parmi les dieux les plus pourvus en épiclèses, Zeus à Athènes peut être dit Soter quand il est sauveur, Polieus quand il protège la cité, Ktèsios quand il protège la propriété, etc. Son épouse Héra est vénérée à Stymphale sous ses épithètes Pais « jeune fille », Teleia « épouse » et Khéra « veuve/séparée ».
Le second élément renvoie au localisme très prononcé dans la religion grecque : il y a un Zeus d'Olympie et un Zeus de Dodone, un Apollon de Délos et un Apollon Pythien de Delphes, etc.,. La précision de la localité est également une manière d'établir une distinction quand un dieu se retrouve en plusieurs endroits avec une même épiclèse fonctionnelle, par exemple Poséidon Soter (« Sauveur ») du cap Sounion et celui d'Isthmia.
En fin de compte, selon W. Burkert : « les épiclèses semblent faire voler en éclats les contours de chaque personnalité divine : la « Grande déesse » d’Éphèse, la cruelle Laphría de Patras et la déesse célébrée par les chœurs de jeunes filles à Brauron sont trois déesses clairement distinctes, mais toutes sont appelées « Artémis ». »
Plus largement l'association entre théonyme et épithète/épiclèse qui attire l'attention des recherches récentes. Leur analyse permet notamment de comprendre l'identité théologique des dieux, les relations qu'ils entretiennent entre eux et avec les humains qui font appel à eux.

### Les champs de compétences des divinités

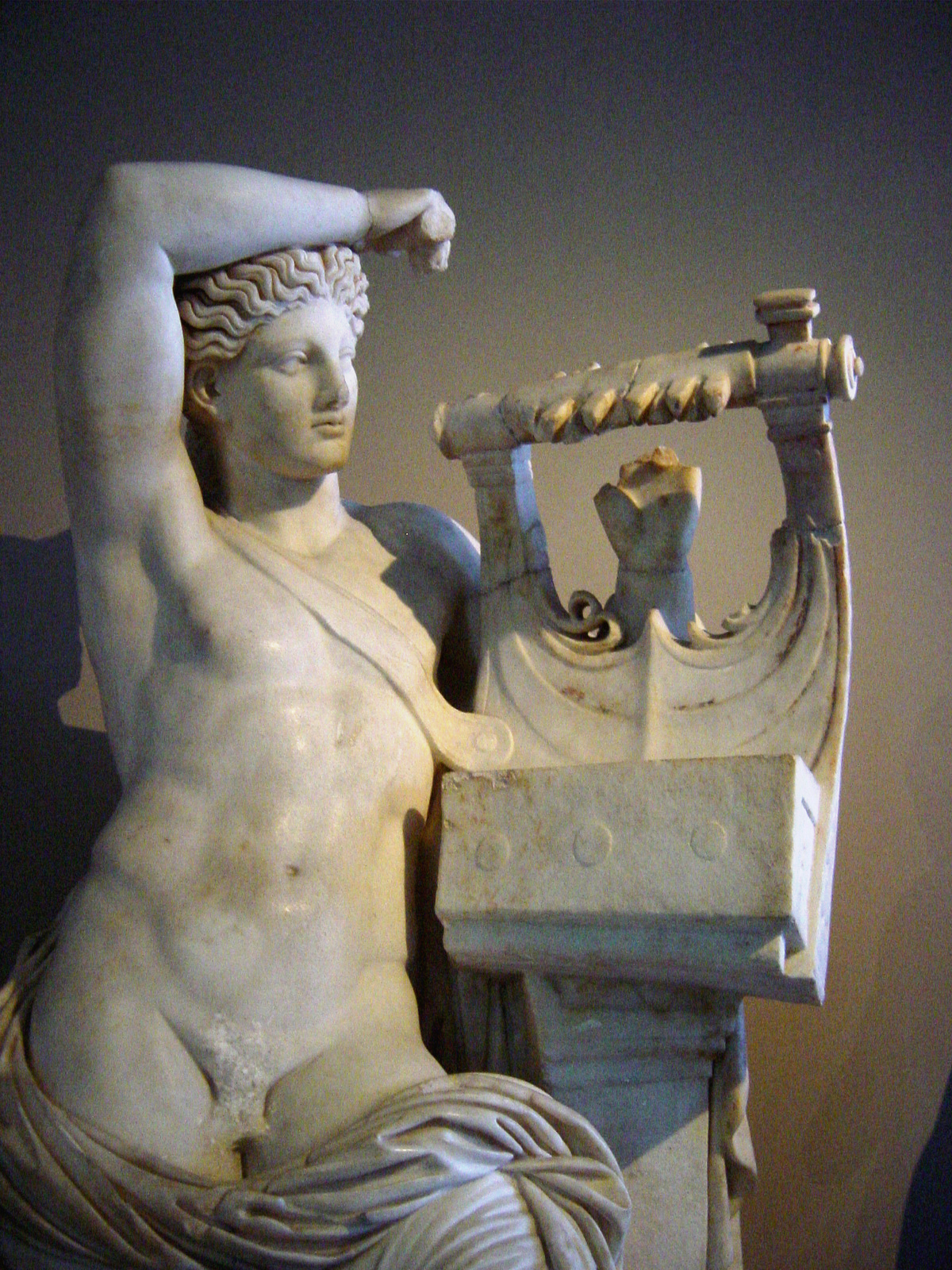
Apollon à la cithare (citharède), représentant l'association du dieu à la musique et aux arts. Milet, copie d'époque romaine d'une sculpture hellénistique. Musée archéologique d'Istanbul.

Dans les études sur les divinités grecques, on identifie classiquement leur champ de compétences et d'actions, des « fonctions » que chacune d'entre elles remplit et qui définissent le fond de leur personnalité, et des « pouvoirs » qu'elles exercent sur la nature et surtout sur les sociétés humaines. Formulé autrement, la pensée religieuse grecque « distingue divers types de pouvoirs surnaturels avec leur dynamique propre, leur mode d’action, leurs domaines et leurs limites. »
La mythologie (notamment la Théogonie d'Hésiode et des hymnes homériques) explique cela en évoquant une répartition des honneurs et charges (timai), qui se fait sous le contrôle de Zeus. Chacune des grandes divinités se voit alors attribuer un domaine de compétences précis. Le polythéisme grec « se fonde sur la multiplicité, la complémentarité et le partage des pouvoirs entre les différents dieux et déesses, qui tous détiennent des pouvoirs leur permettant d’intervenir dans le monde des hommes » (S. Darthou). Ce principe de distribution des pouvoirs se retrouve à l'échelle de tous les panthéons, mais suivant des combinaisons différentes.
Les divinités sont aussi considérées comme étant à l'origine des savoirs et des sentiments qu'ont les humains, suivant leurs spécialités : l'amour est inspiré par Aphrodite et Éros, la créativité artistique par Apollon et les Muses, les connaissances agricoles par Déméter, le savoir médical par les dieux guérisseurs, etc..
C'est un élément majeur de différenciation entre les divinités et aussi un élément-clé pour comprendre le rôle des divinités dans la vie des gens. Dans le culte, les Grecs s'adressent aux divinités en tenant compte de leur domaine de compétence. Comme vu plus haut, une caractéristique du polythéisme grec est le fait que les principales divinités, de loin celles-qui apparaissent le plus dans le culte, ont une puissance « multi-dimensionnelle », qui s'exprime, dans plusieurs domaines. Par exemple, Artémis est souvent résumée comme la « déesse de la chasse » alors qu'elle a d'autres aspects, concernant notamment la vie des jeunes filles, les rites de passage, l'accouchement, et Poséidon comme le « dieu de la mer », alors qu'il est plus souvent invoqué dans la Grèce antique comme dieu des séismes, également des chevaux, plus largement une incarnation des forces de la nature.
Donc il faut préciser quelle compétence d'une des divinités est concernée en fonction de l'effet attendu, et c'est le rôle de l'épithète/épiclèse qui vient compléter sa dénomination. D'ailleurs, celle-ci renvoie souvent directement à la fonction : Apollon Agyieus « des rues » protège les rues, Zeus Xenios « hospitalier » est le garant de l'hospitalité (xenia), Athéna Hippia « des chevaux » concerne le cheval et les cavaliers, etc. Les nombreuses divinités portant les épithètes Soter/Soteira « sauveur »/« salvatrice » sont invoquées parce qu'elles apportent divers types de protections (contre la maladie, les catastrophes naturelles, le mauvais temps, le crime, la guerre, etc.), qui semblent différentes selon la divinité concernée (Poséidon Sôter sauve les marins, Asclépios Sôter sauve les malades),.
En fin de compte, « tous les dieux majeurs avaient plusieurs rôles ou fonctions différents, et parfois ils apparaissaient dans des combinaisons qui ne nous sont pas évidentes (par exemple : la virginité et l'aide à l'accouchement ; l'amour de la nature et des villes ; tout cela ainsi que l'aide à la guerre). En même temps, plusieurs dieux étaient impliqués dans chaque domaine important de la vie. » Par exemple, pour un accouchement une femme peut invoquer Ilithyie, les Moires, Letô, ou encore Artémis Lochia ou Eulochia (« accouchement (favorable) ») et même Artémis-Ilithyie, association de deux divinités.
Un grand nombre de divinités secondaires sont des personnifications ou divinisations d'attributs et de compétences. Cela vaut en premier lieu pour le groupe des « divinités de la nature ». Cela comprend les montagnes et rivières divinisées, ainsi que les Nymphes, qui résident dans les rivières, les sources, les montagnes, les arbres et d'autres lieux ; elles ont la spécificité d'être potentiellement mortelles, puisque leur existence peut prendre fin quand l'élément naturel qui les abrite s'éteint (par exemple si l'arbre est abattu). Cette catégorie comprend aussi les astres et éléments du cosmos tels que Gaïa, Borée, Hélios le Soleil et Séléné la Lune, Nyx la Nuit,. D'autres, souvent dérivées d'une divinité majeure ou bien liée à elle, incarnent des abstractions : Éros l'Amour, Thémis l'Ordre, Métis la Sagesse, Dicé la Justice, Niké la Victoire, Tyché la Fortune, Eiréné la Paix, Némésis l'Indignation, Éris la Discorde, etc., Les Spartiates rendaient de leur côté un culte à des abstractions telles que la Peur, la Pudeur (ou Retenue), le Sommeil, la Mort, le Rire, l'Amour, la Faim, pour s'en protéger et les maîtriser.
Les historiens des religions distinguent aussi des divinités « poliades », divinités tutélaires d'une cité, qui en ont en quelque sorte la possession et qui sont chargées de protéger ses habitants, dont l'archétype est Athéna à Athènes. Les anciens Grecs donnent des épiclèses Polieus/Polias à des divinités (Zeus et Athéna), mais cela ne veut pas dire qu'il s'agit de la divinité tutélaire de la cité. Du reste ce concept n'est pas pertinent pour la plupart des cités. Il existe à tout le moins des divinités qui sont concernées par la protection des cités. Plusieurs mythes décrivent comment deux divinités se disputent la possession et la protection d'un territoire durant la période de répartition des timai, le plus fameux étant celui qui voit Athéna emporter Athènes face à Poséidon,.
Parmi les autres classifications présentes dans les études spécialisées reposant dans une certaine mesure sur les champs de compétences des divinités se trouve celle opposant d'un côté les divinités olympiennes ou célestes (« ouraniennes »), et de l’autre, les divinités chthoniennes, dont les fonctions les lient à la terre et au monde infernal. Les termes « olympien », « céleste/ouranien » ou « terrestre/chthonien » servent souvent d'épiclèses pour des divinités, liées à leur champ de compétence : un dieu désigné comme « chthonien » est invoqué dans des rituels qui ont un rapport avec le monde souterrain. La portée de l'opposition entre les deux pôles est discutée : certaines divinités appartiennent aux deux, elle n'apparaît explicitement que dans quelques textes antiques et n'est sans doute pas aussi importante que cela,,,,.

### Les divinités masculines et les divinités féminines
Les divinités peuvent aussi distinguées en fonction de leur genre, selon qu'il s'agit d'un dieu ou une déesse. Plusieurs études se sont en particulier attachées à savoir dans quelle mesure la féminité définissait les déesses. Selon N. Loraux, elles sont avant tout définies par leur statut divin : « une déesse n'est pas une femme. » De fait leurs attributs ne correspondent pas forcément à ce qui relève de la sphère féminine dans la société grecque : certes ce sont des déesses patronnent le mariage, la maternité et l'accouchement, mais d'autres sont liées à la politique et à la guerre, activités masculines par excellence. D'une manière générale les déesses semblent affranchies des contraintes qui pèsent sur les femmes grecques. Parmi les pistes avancées pour chercher une opposition masculin/féminin chez les divinités grecques, il a été relevé que les groupes de divinités (Charites, Heures, Moires) et les abstractions divinisées sont en général des déesses,,.
Mais les tentatives d'isoler ce qui relèverait spécifiquement du féminin chez les divinités grecques n'ont pas été concluantes. Selon G. Pironti, plutôt que d'opposer les deux, il conviendrait d'analyser les relations et complémentarités entre dieux et déesses, par exemple par le biais des paires masculin-féminin ont pu être identifiées (Hestia et Hermès, Athéna et Arès, Athéna et Poséidon).

### Les cultes divins

Localisations des principaux sanctuaires grecs antiques.

Les cultes divins sont incontournables pour les citoyens grecs. « Les dieux ne relèvent ni de l'accessoire ni du superflu. Ils font partie de l'essentiel au quotidien. Qui entend mener une vie de citoyen doit fréquenter presque chaque jour leurs autels et leurs sanctuaires » (M. Detienne).
L'aspect cultuel joue un grand rôle dans l'identité des divinités : la place qu'une divinité occupe dans le calendrier cultuel, les rituels pratiqués en son honneur, notamment les grandes festivités, et le sens qu'ils expriment dans l'édifice social, jouent un rôle crucial pour l'image qu'ont d'elles les fidèles. Si on approche les divinités grecques par le biais des cultes, elles sont extrêmement nombreuses. En effet même si elles portent souvent un nombre limité de noms qui se retrouvent dans tout le monde grec (Zeus, Athéna, Artémis, etc.), chaque divinité vénérée dans un sanctuaire, avec son épiclèse cultuelle qui exprime son individualité, son champ de compétence précis, peut dans une certaine mesure être considérée comme un être à part,,,. L'épiclèse est donc déterminante quand il s'agit de savoir de quelle manière honorer un dieu : les cultes de Zeus Lykaios, de Zeus Xénios et de Zeus Meilichios seront différents.
Les actes rituels sont un élément singularisant chaque divinité. Le choix des offrandes sacrificielles (par exemple le type d'animal immolé, ou dans certains cas l'absence d'offrandes sanglantes) est souvent déterminé par la divinité à laquelle elles sont destinées,. Les rites sacrificiels se déroulent suivant un calendrier cultuel spécifique à chaque sanctuaire et communauté, prévoyant le type d'offrande à faire, à quel moment et suivant quelles modalités. Certains rituels spécifiques donnent une originalité à une divinité : la présence d'un oracle, d'un lieu de guérison, de rites d'initiation, de concours.
Cela renvoie notamment au caractère local très prononcé de la religion grecque : une divinité dispose d'un sanctuaire où elle est honorée, suivant des rites spécifiques, souvent avec une fête religieuse majeure, ce culte étant parfois accompagné de mythes locaux et d'éléments iconographiques propres. Les cultes divins (et héroïques) forgent l'identité des communautés grecques. Un citoyen continue à honorer les dieux de sa cité d'origine quand il est à l'étranger (c'est-à-dire une autre cité grecque ou un pays extérieur au monde grec), car ils font partie de son identité, tout en respectant les divinités locales, car elles sont puissantes au lieu où il se trouve.
Ces cultes locaux s'accompagnent par ailleurs de mythes locaux, qui relatent notamment les origines des sanctuaires et des rituels qui s'y déroulent (mythes « étiologiques »), qui sont en général connus par plusieurs sources éparses plutôt que par des récits cohérents ; c'est le cas du mythe relatant comment Athéna est devenue la patronne de la cité d'Athènes en s'imposant sur Poséidon.
Il est donc courant d'étudier les cultes au niveau de la cité. Mais ils peuvent se décliner à différentes échelles, depuis ceux qui ont une nature domestique et familiale, qui expliquent la présence d'autels et la pratique de rites au sein du foyer, en passant par ceux concernant des subdivisions de la cité (tribus, villages, dèmes), jusqu'à ceux qui ont une portée plus large, ethnique, régionale ou panhellénique. Les grands sanctuaires panhelléniques (notamment Olympie et Delphes) et leurs fêtes religieuses (et concours athlétiques) sont d'ailleurs un élément unificateur dans la religion grecque : les cultes ne sont donc pas systématiquement des éléments de fragmentation de celle-ci.
Il n'y a cependant aucune source antique qui permettrait de reconstituer l'ensemble des cultes à la disposition d'un fidèle dans son horizon local, ne serait-ce que ceux ayant un caractère « public ». Quelques inscriptions non complètes offrent néanmoins un aperçu de la composition des divinités dont les cultes sont pris en charge par des communautés. L'inscription athénienne des Logistai datée des années 420 donne ainsi une liste d'une quarantaine de dieux dont les trésors ont des fonds permettant d'effectuer des prêts. Celle d'Erythrée en Asie Mineure sur la vente d'offices de prêtrise dans les années 300-260 permet non seulement d'avoir une liste des principales divinités vénérées dans la cité, mais aussi d'évaluer leur importance en fonction de la valeur monétaire des prêtrises. Dans les deux cas ce sont les divinités « olympiennes » sous leurs différentes épithètes locales qui sont les plus nombreuses, aux côtés de quelques dieux secondaires, abstractions divinisées, héros et monarques divinisés. Le calendrier complet des sacrifices pris en charge par le dème d'Erchia en Attique au IVe siècle av. J.-C. donne quant à lui 34 divinités et au moins 15 lieux de culte, là encore surtout les « Olympiens », et des héros et héroïnes. En ajoutant les cultes de divinités domestiques/familiales et la possibilité de prendre part à d'autres dans le reste de la cité athénienne, un habitant de ce dème devait avoir à sa disposition un panel de divinités et de cultes suffisant pour répondre à ses préoccupations quotidiennes,.

### Les divinités dans les mythes

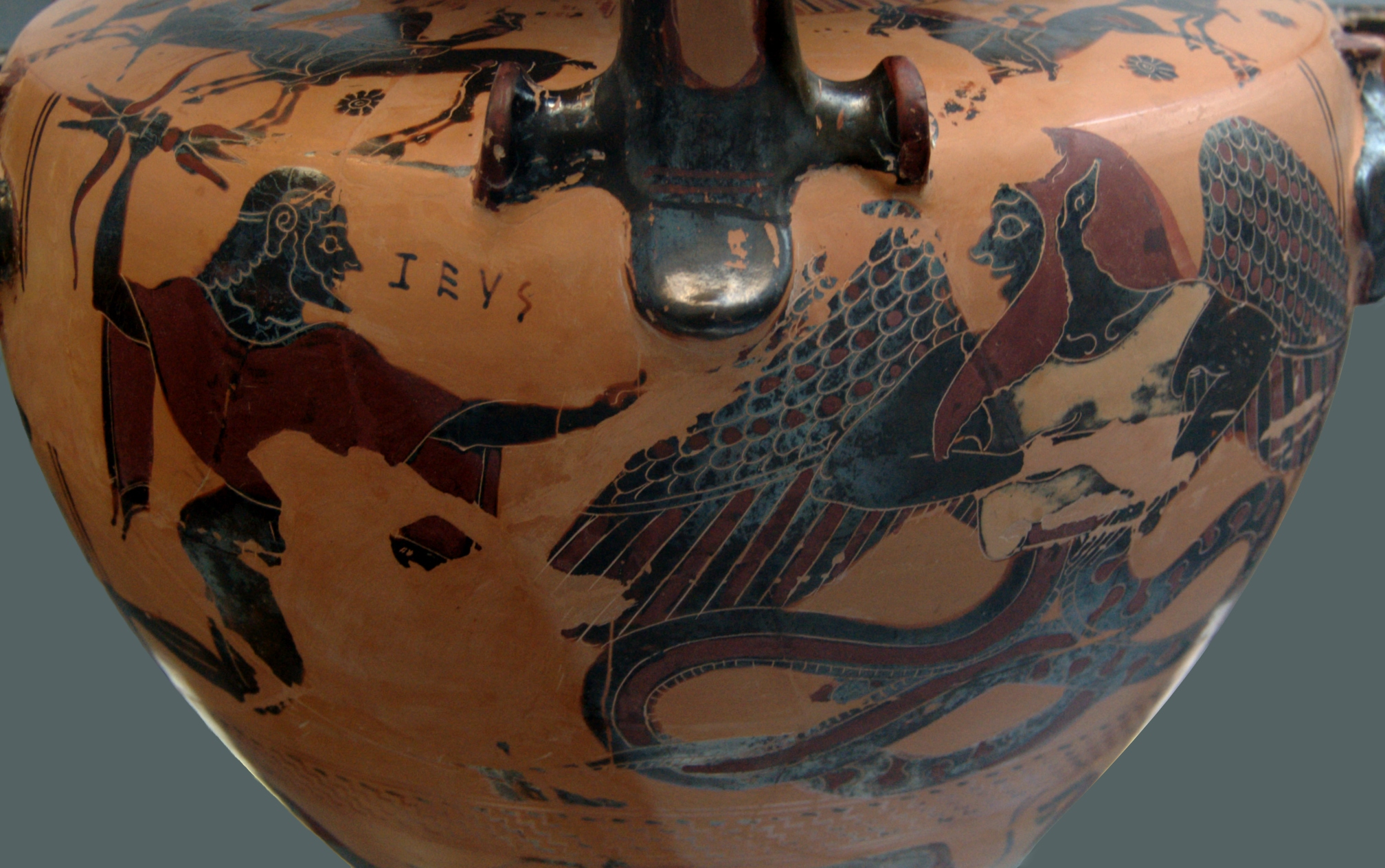
Zeus dardant son foudre sur Typhon, combat relaté dans la Théogonie. Hydrie à figures noires, Collection des Antiquités, Berlin.

À l'époque actuelle, les dieux grecs antiques sont avant tout connus par le biais des textes mythologiques, et notamment les récits des poètes du début de l'époque archaïque (v. 750-650 av. J.-C.), Homère (Iliade, Odyssée) et Hésiode (Théogonie, Les Travaux et les Jours), qui en font des personnages romanesques au caractère bien trempé,. Leurs créations « donnent corps et voix à une série de divinités auxquelles les Grecs rendaient un culte dans leurs cités et auxquelles ils s’adressaient pour affronter les innombrables défis du quotidien. »
Les principales divinités des épopées sont Zeus et son entourage « olympien » (Héra, Poséidon, Athéna, Apollon, Artémis, Hermès, etc.). Les dieux ont une apparence humaine (anthropomorphisme) mais sont immortels et plus puissants et intelligents que les humains, sans pour autant être à proprement parler omnipotents et omniscients (ils peuvent être trompés). Leur comportement est souvent similaire à celui de personnages humains (mais la nature et la portée de cet anthropomorphisme sont discutés) : ils ont chacun une personnalité et un caractère propres sont soumis à des émotions et des passions, à la souffrance, engagés dans des disputes (voire des bagarres) familiales. Ils sont très impliqués dans les affaires humaines : certains héros humains sont des enfants de divinités, et/ou les favoris de certaines divinités, ces relations pouvant selon les cas s'avérer aussi bien bénéfiques que néfastes ; il arrive que des divinités apparaissent aux humains (épiphanie). Les questionnements relatifs au destin, à la fatalité et à la responsabilité sont récurrents,,. « Homère comme Hésiode proposent une forme d'organisation d'un panthéon poétique, un système qui tisse entre les dieux et les héros des liens de famille, de l'amour, de l'ambition et du conflit, système dont on peut dire qu'il transcende la diversité des pratiques locales et des représentations du monde divin qui les sous-tendent ».
Les divinités présentes dans ces poèmes sont des êtres composites, développés pour les besoins de récits, largement indépendantes des divinités des cultes. Homère et Hésiode ont manifestement puisé une partie de leur inspiration dans les divinités des cultes, mais la mise en récit tend à gommer la complexité des figures divines vénérées sous de nombreux noms, telles que Zeus, tandis que la sélection des divinités qui interviennent dans l’œuvre ne reflète pas forcément leur importance dans les pratiques rituelles : une divinité importante dans les poèmes telle qu’Héphaïstos a une importance limitée dans les cultes, tandis qu'à l'inverse la déesse Hestia est très en retrait dans les mythes alors qu'elle est une figure majeure des cultes domestiques. On a aussi pu souligner les influences « orientales » qui ressortent de la caractérisation de ces figures divines par Homère et Hésiode, ou du moins le fait qu'ils partagent des thèmes communs avec les mythologies d'Anatolie, du Levant et de Mésopotamie (alors que ce genre d'influence ne transparaît pas dans les rituels).
L'influence de ces récits sur l'image que se sont faites des divinités grecques les générations postérieures est considérable. Elle se retrouve rapidement dans la poésie lyrique de l'époque archaïque et dans l'art. Hérodote explique comment ces poètes ont profondément influencé la perception des divinités par les Grecs,. Leurs créations ont « assurément fixé dans la conscience grecque une image hautement anthropomorphique et plus ou moins stable d'une société divine, un modèle extrêmement influent tout au long de l'Antiquité malgré son incompatibilité fréquente avec les pratiques et croyances rituelles. » Ils sont donc vus comme des éléments contribuant à unifier les multiples divinités grecques à l'échelle panhellénique,.
Pour autant, malgré cet impact considérable, on ne trouve pas dans ces œuvres fondatrices un panthéon « normatif » suivi par tous les Grecs, ni des récits « canoniques », notions anachroniques dans le contexte de la Grèce antique. En l'absence d'orthodoxie, les discours poétiques sur les divinités ont à plusieurs reprises été repensés, modifiés ou critiqués. Les philosophes pré-socratiques proposent ainsi une approche différente de la divinité, Xénophane s'en prenant même frontalement à l'anthropomorphisme divin proposé par Homère et Hésiode.
Plusieurs récits poétiques postérieurs à Homère et à Hésiode évoquent à leur tour des généalogies divines et relatent les récits de naissance de divinités et la manière dont elles ont acquis leur puissance (notamment Aphrodite, Apollon, Athéna, Héphaïstos, etc.), ainsi que leurs actes, autant d'éléments qui contribuent à leur forger une identité. Les hymnes homériques développent ainsi d'autres récits mythologiques, mettant en avant des mythes locaux, et parfois des divinités qui ont eu un rôle mineur chez les deux poètes épiques (Dionysos et Déméter). Par la suite, la mise en récit des actes divins se retrouve dans la poésie lyrique (Pindare), la tragédie athénienne (Eschyle, Sophocle, Euripide), la poésie de l'Alexandrie hellénistique (notamment Les Argonautiques d'Apollonios de Rhodes et les hymnes de Callimaque de Cyrène), ou encore dans les travaux des mythographes (notamment la Bibliothèque du Pseudo-Apollodore). Ces auteurs sont des « créateurs » qui apportent à leur tour une touche personnelle aux divinités qu'ils montrent en action, autour d'un socle commun.

### Les images des divinités

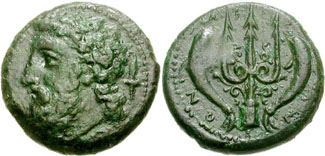
Monnaie de Messène, représentant au droit la tête de Poséidon, et au revers ses symboles, le trident et deux dauphins. Vers 324-318 av. J.-C.

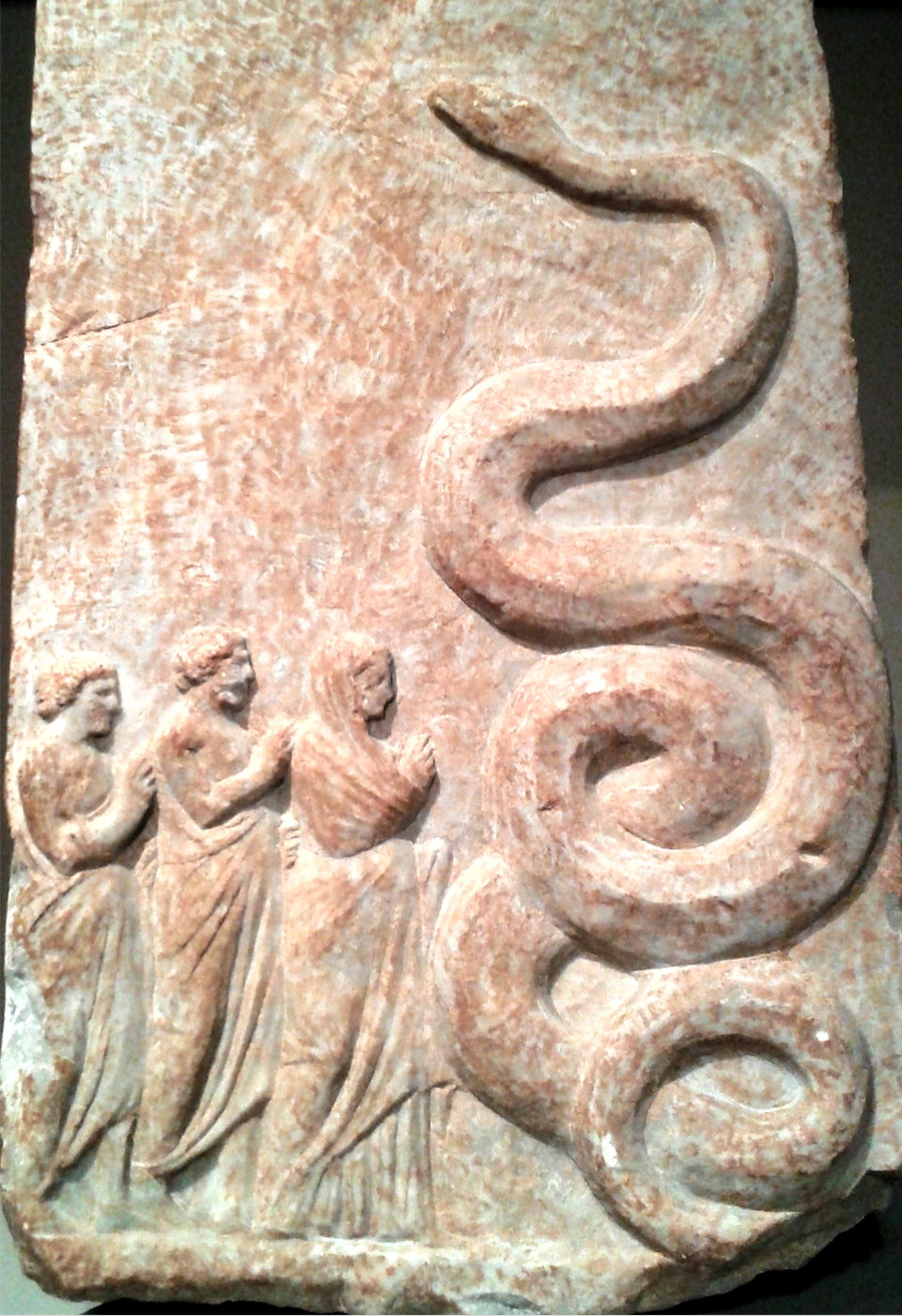
Stèle représentant Zeus Meilichios sous la forme d'un serpent., Athènes. Altes Museum.

L'art permet aux fidèles de se familiariser avec les divinités et de se forger une image mentale de ceux-ci. Les divinités sont généralement représentées sous forme humaine. Leur supériorité sur les humains se représente souvent par le fait qu'elles sont plus grandes qu'eux lorsqu'elles figurent sur un même bas-relief. Chaque divinité majeure est caractérisée par une apparence-type : Zeus et Poséidon sont des hommes d'âge mûr barbus, Apollon en revanche est jeune et glabre ; Héra porte le voile du mariage, Aphrodite peut être représentée nue à la différence de la première, en raisons de leurs domaines de compétence respectifs. Les divinités ont plus largement une iconographie qui lui est spécifique, notamment des attributs (objets, plantes ou animaux) permettant leur identification, qui les symbolisent et renvoient souvent à leurs fonctions, : le foudre de Zeus, le trident de Poséidon, la chouette d'Athéna, la gerbe de céréales de Déméter, etc. Ce canon artistique se développe progressivement à partir de la fin de l'époque archaïque, de manière à distinguer les représentations des divinités et des humains, qui sont semblables en raison de l’anthropomorphisme divin. L'art, et notamment l'iconographie issue de la statue de culte, est donc souvent vu comme un élément d'uniformisation des figures divines dans le monde grec antique. Mais il peut aussi servir à en individualiser certaines par rapport à celles avec laquelle elles partagent un même nom panhellénique : Zeus Meilichios est souvent figuré sous la forme d'un serpent, Artémis d’Éphèse est aussi représentée sous un aspect caractéristique, ce qui est en fin de compte une manière de montrer qu'elle est distincte des autres Artémis et non interchangeable avec elles.
La statue de culte est souvent considérée comme la forme de représentation divine par excellence, et c'est elle qui fixe l'iconographie des divinités en étant copiée sur des supports qui sont diffusés (statuettes en terre cuite, reliefs, sceaux, monnaies, etc.). Elle sert à incarner la présence divine dans un sanctuaire, même si elle n'est pas indispensable au culte : elle fait l'objet de soins attentifs, il arrive qu'on s'adresse à elle, elle rattache la divinité à la communauté humaine qui la vénère. Quand le culte d'Asclépios est implanté à Athènes depuis Épidaure, on fait réaliser et transporter une copie exacte de sa statue de culte, car cette effigie matérialise le dieu et permet sa présence dans de nouveaux lieux de culte. On demande aux plus grands artistes de réaliser les statues de cultes des principaux sanctuaires ou des statues votives qui y sont exposées. Certaines comme les statues colossales de Zeus d'Olympie et d'Athéna du Parthénon, réalisées par Phidias, sont considérées comme des chefs-d'œuvre et des modèles de représentations divines, et sont plus copiées et diffusées que d'autres. Ces images ne sont pas conçues comme des portraits à proprement parler, qui seraient une imitation de l'apparence des divinités. Une telle chose est de toute manière impossible selon les mentalités grecques, car les divinités sont invisibles aux humains ce qui prive les artistes de modèle. Une statue divine évoque la présence divine, elle ne coïncide pas avec lui : « elle permet à l'homme de s'adresser au dieu et d'orienter vers lui sa pensée, mais le Grec sait qu'elle est radicalement inadéquate, que la divinité même lui demeure transcendante. » Elle n'a du reste pas besoin d'être anthropomorphe pour cela : il existe des statues informes et des piliers hermaïques évoquant la présence divine sans le recours à une figure à l'aspect humain. Dans les cultes domestiques des objets peuvent représenter des divinités : Hestia est le foyer, Zeus Ktésios une jarre, Apollon Agieus un pilier.
D'autres sculptures jouent aussi un rôle important dans la diffusion des images des principales divinités grecques, notamment celles décorant les temples ; c'est en particulier le cas des frises et frontons du Parthénon d'Athènes qui ont eu valeur de modèles. Les vases peints des époques archaïque et classique sont également importants pour la diffusion des images divines, là encore de préférence sous un aspect anthropomorphe. Elles peuvent y être représentées individuellement, mais sont souvent figurées en groupes, dans des scènes mythologiques comme des combats ou bien des réunions (notamment le mariage de Thétis et de Pélée),.

### L'articulation entre l'unité et la pluralité
La pluralité des aspects que peuvent prendre les divinités grecques, qui se manifeste par la grande quantité d'épithètes qui peuvent être attribuées à une divinité particulière, peut entraîner une impression de complexité potentiellement insurmontable. Selon certains, cela rend illusoires les tentatives de trouver une unité, mais d'autres considèrent qu'il est possible de retrouver un « noyau », indiqué avant tout par le nom divin. Selon J. Rudhardt, en analysant tous les dieux du panthéon, « nous verrions la personnalité de chacun d'eux se dédoubler, s'éparpiller en plusieurs divinités aux épithètes, aux localisations, aux fonctions différentes et conserver pourtant au-delà de tous ces aspects une insaisissable unité, dont témoigne la permanence de leur nom. » L'approche de W. Burkert insiste sur leur aspect pluriel et les enchevêtrements des traditions, qui donnent selon lui une impression générale d'« un monde divin polythéiste chaotique. »
On distingue couramment les figures « panhelléniques », les dieux qui se retrouvent dans de nombreux endroits du monde grec (repérés par le premier nom divin), et leurs multiples déclinaisons locales (singularisées par des épiclèses), y compris au sein d'un même territoire civique,,. S'est progressivement affirmée l'idée qu'une personnalité divine doit s'étudier avant tout dans un contexte local, plutôt qu'à partir de la figure panhellénique de référence, étant donné que chaque variante locale d'une divinité panhellénique a sa propre identité, et que ses compétences et relations peuvent dans certains cas être différentes de celles qu'elle a « normalement » dans le reste du monde grec (par exemple Perséphone liée au mariage à Locres, y jouant un rôle habituellement dévolu à Héra),.
Mais cela n'a pas effacé les tentatives de concilier les différentes variantes et approches des divinités entre les niveaux local et panhellénique : selon E. Kearns, « ces deux tendances se contrebalançaient, de sorte que la vision des dieux et la pratique religieuse avaient toujours une dimension locale et une panhellénique. » L'idée de grande diversité des panthéons locaux peut être nuancée, puisqu'on y retrouve souvent (certes avec des fonctions et importances variables) les mêmes divinités relevant du groupe « panhellénique », qui sont diffusées dans tout le monde grec ; selon R. Parker autour de 700 av. J.-C. chaque communauté grecque vénérait Zeus, Héra, Poséidon, Apollon, Artémis, Dionysos, Hermès, Aphrodite, Déméter (souvent associée à Perséphone/Korè), Héraclès, et, dans le cadre domestique, Hestia,.
Pour ce qui concerne les principales divinités aux épithètes multiples, il est courant chercher un élément unificateur derrière leurs différentes facettes, un attribut ou une qualité qui relierait la plupart de ses différentes manifestations : le pouvoir de souveraineté paraît au fondement de la puissance de Zeus ; pour Athéna, ce serait la metis, l'intelligence rusée ; pour Artémis, il pourrait s'agir de son lien avec les transitions et les marges transitionnelles (d'où découlerait sa tendance à être associée à la fois aux espaces sauvages et aux rites de passage). À tout le moins, chacune des divinités remplirait « des rôles de prédilection » : il y aurait bien « quelque chose de stable » derrière ses différentes manifestations locales. Mais ces tentatives de réduire les divinités à un seul trait fondamental ont aussi été critiquées,,,. Du reste l'attribution de plusieurs rôles à une même divinité concerne avant tout les principales figures du monde divin, alors que des divinités panhelléniques telles qu'Arès, Héphaïstos, Hestia, ou encore Ilithyie ont des champs de compétences bien circonscrits et stables.
Il est en tout cas généralement reconnu que les anciens Grecs eux-mêmes percevaient bien une forme d'unité derrière la pluralité des déclinaisons d'une des principales figures du panthéon panhellénique. Quelques textes indiquent qu'ils constataient les ambiguïtés entre l'unité et la diversité des divinités, sans choisir entre les deux, ce type d'inconsistance étant courant dans les polythéismes antiques,,. De fait ces questionnements renvoient à des problématiques plus générales sur l'unité et la diversité de la religion (ou des religions) dans le monde grec antique. Selon V. Pirenne-Delforge, malgré leur diversité les traditions religieuses des anciens Grecs avaient « une sorte d'« air de famille » », et tout cela atteste du fait que « la tension entre le général et le particulier est inhérente au système polythéiste ». Il faudrait en fin de compte nuancer l'hétérogénéité des divinités : « dans un culte local, le nom du dieu accompagné d’une épithète de culte est un aspect de la divinité vue en gros plan, et non l’expression d’une divinité complètement différente. »

## Évolutions et développements historiques
Lorsqu'elles apparaissent dans la documentation écrites, les divinités (avec leurs cultes, leurs mythes, leurs images) sont le fruit d'évolutions qui sont difficiles voire impossibles à déceler. Elles connaissent par la suite des évolutions plus ou moins marquées, notamment par le biais de transferts culturels et de syncrétismes ou assimilations. Cela reflète au moins le fait que le polythéisme est un système ouvert, qui connaît des changements et des innovations. De ce fait, les divinités grecques sont composites et diverses, produites par des évolutions complexes qui sont difficiles à percevoir donc mal connues. Selon K. Dowden, « les dieux grecs ont été rassemblés à partir de différentes sources à différentes époques et ont subi un renouvellement périodique à la lumière de nouvelles rencontres religieuses. Cela produit l'amalgame remarquablement varié et pourtant unifié affiché par les dieux grecs. »

### Les origines des divinités
La question de l'origine des divinités a souvent été posée, souvent par le biais de l'analyse de l'étymologie de leurs noms. Il est généralement impossible d'en tirer des conclusions solides faute de sources remontant aux temps préhistoriques où ces évolutions se seraient produites. De ce fait cette quête des origines des dieux est souvent considérée comme vaine. Cela d'autant plus qu'elle ne dit pas quelle forme ni quelle fonction il prend dans la communauté où il arrive, ce qui peut être jugé comme plus digne d'intérêt, notamment dans l'approche structuraliste. Selon V. Pirenne-Delforge, « connaître l’origine d’un dieu ou d’un motif mythique – si tant est que ce soit possible – restera toujours secondaire, en termes de portée et de signification, par rapport à l’analyse fine des modalités de son appropriation et de son intégration dans la culture qui le reçoit. »
Quand l'origine d'un dieu grec est malgré tout interrogée, trois options sont généralement retenues, qui peuvent être analysées par le biais du comparatisme religieux et font l'objet de débats, : 
- « indo-européenne », c'est-à-dire remontant au fonds commun des peuples de langues indo-européennes, introduit en Grèce par les ancêtres des locuteurs des langues grecques, dont l'importance fait l'objet d'appréciations diverses[214],[215] ;
- « pré-hellénique », c'est-à-dire héritée des peuples occupant la Grèce avant la venue des locuteurs de langue grecque (notamment les Minoens), très complexe si ce n'est impossible à étudier et qui n'a pas forcément joué un rôle important[216] ;
- « orientale », c'est-à-dire influencée par les peuples d'Anatolie et du Proche-Orient, qui fait elle aussi l'objet de nombreuses discussions, est plus visible dans les mythes que dans le culte[217],[218],[219].

### Syncrétismes et interprétations
Les évolutions historiques des divinités grecques sont marquées par différents processus qui sont la conséquence de la mise en contact de cultures différentes. Ces rencontres sont amenées à se reproduire à plusieurs périodes, notamment lors de la colonisation archaïque, durant l'expansion de l'époque hellénistique, et lorsque les Romains s'ouvrent aux influences culturelles grecques. Ils sont souvent désignés par le terme « syncrétisme », qui recouvre en fait différentes modalités, allant du simple rapprochement de divinités jusqu'à la fusion et l'emprunt. Comme vu précédemment, on suppose souvent que les divinités grecques sont issues de la fusion de divinités plus anciennes qui se sont rencontrées en même temps que les différents peuples qui les vénéraient. Des phénomènes d'emprunts de divinités étrangères se produisent aussi à plusieurs reprises : le culte de divinités étrangères est adopté par les Grecs (par exemple Isis) tout en revêtant des aspects grecs (voir plus bas). Les Grecs (ainsi que les Romains) pratiquent aussi, et sans doute plus souvent, l'interprétation (interpretatio graeca/romana dans la terminologie spécialisée), qui consiste à nommer des divinités étrangères par le nom de divinités grecques qui leur sont familières, processus souvent employé par Hérodote et par Strabon lorsqu'ils décrivent les coutumes de pays non-grecs et dans les cités grecques situées au contact d'autres traditions religieuses. Il n'y a en général pas de modification de l'identité de la divinité, car cela ne débouche pas forcément sur l'assimilation ou la fusion des deux divinités, parfois seulement sur un culte d'une même divinité qui va juste changer de nom en fonction la personne qui la vénère. Ce type de situation facilite les échanges culturels, mais il peut aussi s'agir d'une simple juxtaposition si chaque personne vénère la divinité à la manière traditionnelle de son peuple,.
Le phénomène est surtout étudié pour des divinités étrangères dans des contextes multiculturels (notamment l'époque hellénistique ; voir plus bas), mais cela existe dans le monde grec avec les processus d'identification et d'assimilation plus ou moins poussée de divinités locales par une divinité panhellénique partageant des traits communs sont également observables. La déesse crétoise Britomartis est à la fois considérée comme elle-même mais aussi comme une variante locale d'Artémis tout en préservant son nom ; il en va de même pour Orthia à Sparte ; en revanche les divinités Damia et Auxesia sont semblables à Déméter et Coré, mais pas assez pour être assimilées à ces dernières et préservent leur identité. Cela a pu être analysé comme régi par une sorte de « compétition » entre celles dont les champs de compétences sont voisins : certaines divinités verraient leur rayon d'action limité par d'autres, des divinités « expansionnistes » qui tendent à les reléguer au second plan ou à les assimiler.

### Principaux développements historiques

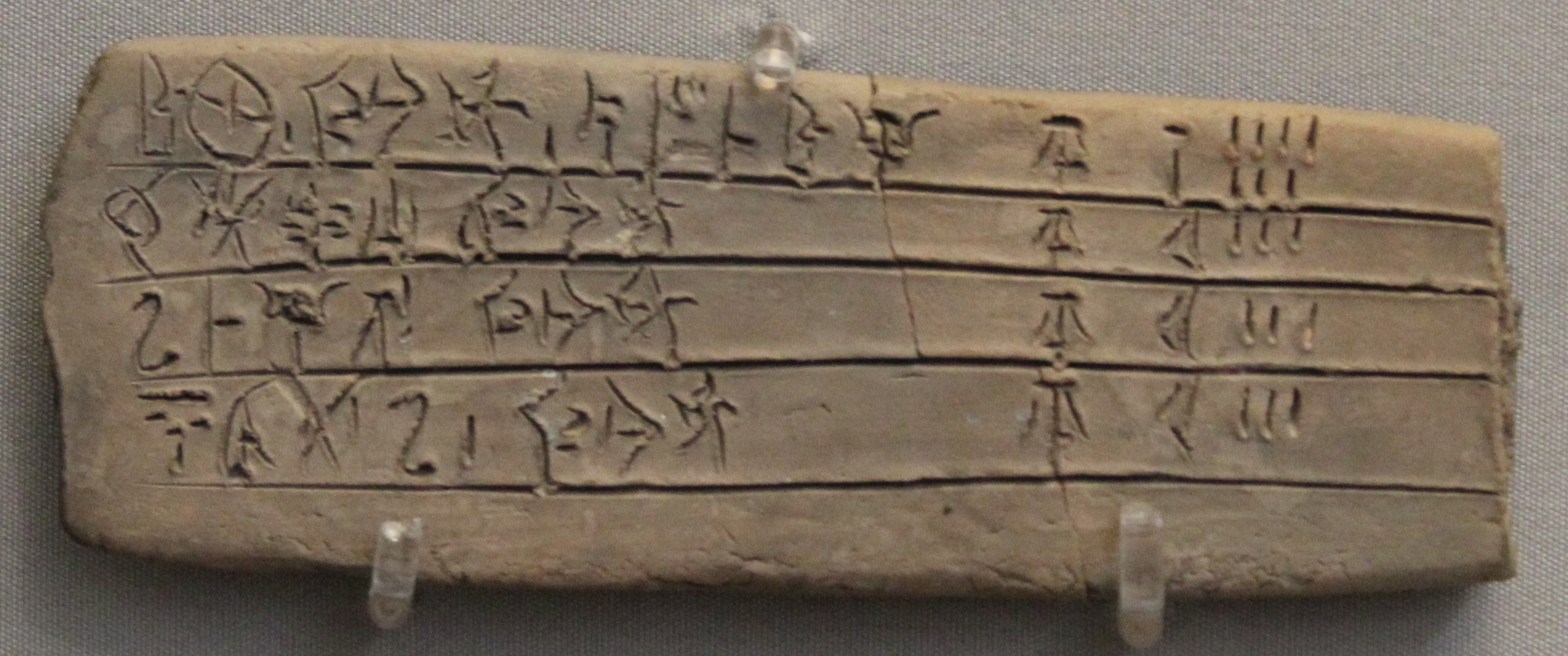
Tablette en linéaire B provenant du palais de Pýlos, enregistrant des offrandes pour Poséidon., Musée national archéologique d'Athènes.

Les évolutions se produisant à l'intérieur du monde grec ne sont pas évidentes à déceler pour les périodes les plus anciennes. Les tablettes mycéniennes en linéaire B indiquent que plusieurs figures sont déjà présentes dans plusieurs régions du monde égéen à cette période, ce qui indique qu'elles y ont pris pied auparavant, notamment Poséidon, Zeus, Héra, Artémis, Hermès, mais elles donnent leur nom et n'en disent pas plus sur leurs fonctions ; on relève au moins des absents de marque, tels qu'Apollon, Aphrodite et Déméter, et à l'opposé la présence de divinités qui ne sont pas attestées par la suite.
La recomposition du monde divin durant les âges obscurs, donc avant que les récits d'Homère et Hésiode et l'iconographie donnent une image plus précise de leur individualité autour de 700 av. J.-C., est un processus qui échappe pour l'essentiel à la documentation : les noms de nombreux dieux restent, mais cela ne veut pas dire que leur fonction soit restée stable, tandis que d'autres dieux apparaissent, certains au moins étant introduits de l'extérieur (Aphrodite) et intégrés dans les panthéons grecs. Restent les suppositions pour déterminer comment les Grecs en étaient arrivés là : selon une approche chaque divinité majeure se serait fragmentée en variantes gardant le même nom en réponse aux besoins religieux de chaque groupe local ; selon un autre point de vue, les divinités majeures ont absorbé les divinités de moindre importance, en leur donnant leur nom, sans pour autant éteindre leur individualité. En tout cas les cultes divins se réorganisent progressivement, peuvent rester sur les mêmes lieux mais prennent de nouvelles formes (et de nouveaux dieux remplacent sans doute les anciens par endroits), et dans la seconde moitié du VIIIe siècle av. J.-C. les principales figures divines panhelléniques sont présentes dans le monde grec.

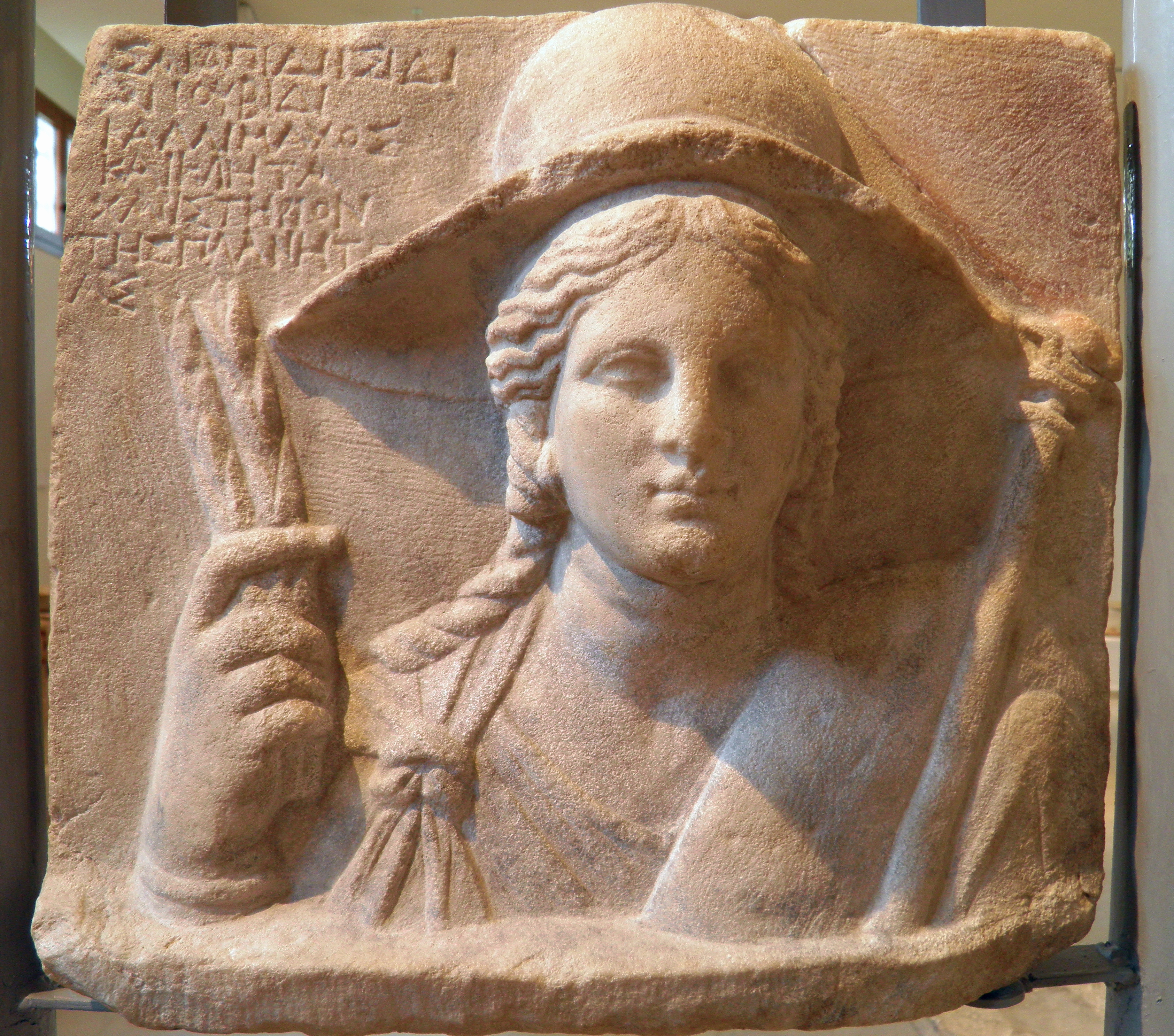
Relief représentant la déesse égyptienne Isis sous un aspect grec, provenant de Dion en Macédoine. Musée archéologique de Dion.

Aux époques historiques les évolutions sont plus faciles à tracer. Les VIIe – VIe siècle av. J.-C. sont marqués par la mise en place de grands fêtes de dimension panhellénique célébrant Zeus à Olympie et Némée, Apollon à Delphes, Poséidon à Némée, on remarque une diffusion des cultes de Dionysos et d'Héraclès. À l'époque classique certaines divinités originaires de Grèce voient leurs cultes se diffuser, notamment Pan, originaire d'Arcadie, et des divinités étrangères sont introduites, comme le thrace Bendis et la phrygienne Cybèle.
À l'époque hellénistique et romaine d'autres changements sont perceptibles : multiplication des cultes des abstractions divinisées, développement du culte du dieu-guérisseur Asclépios, nouvelles introductions de cultes étrangers, en particulier depuis l’Égypte et le Proche-Orient, notamment la diffusion du culte de l'égyptienne Isis, donnant à la religion de cette période un caractère « multiculturel », aussi l'émergence de nouveaux cultes sans apport extérieur, comme celui de Glycon développé en Anatolie par Alexandre d'Abonuteichos.

### La diffusion de nouveaux cultes divins
L'introduction de nouvelles divinités, d'origine grecque ou non, est un autre révélateur de la capacité d'évolution de la religion civique. Le processus favorise les nouveaux aspects/épithètes de divinités grecques déjà connues : plutôt que d'introduire le culte d'une divinité dont presque personne n'a entendu parler, il est plus évident pour une cité d'adopter celui d'une des manifestations du dieu panhellénique Poséidon, appelée Asphaleios, populaire dans le monde grec en tant que protecteur face aux séismes, à plus forte raison si elle vient de subir une telle catastrophe (souvent vue comme l'expression de la colère de ce dieu). De fait l'adoption d'un nouveau culte est souvent vue comme la conséquence d'une décision divine et à la nécessité de s'attacher les faveurs d'une divinité en particulier. Parfois elle en fait expressément la demande par le biais d'un rêve, en tout cas un oracle est généralement requis pour s'assurer de la sanction divine pour l'introduction d'un nouveau culte. En pratique, il faut souvent l'accord des institutions locales pour implanter un nouveau culte, notamment pour ceux créés par des étrangers résidant dans la cité. Si le culte se voit octroyer des prêtres par les institutions et intègre le calendrier local, il acquiert un caractère officiel. En raison du caractère très traditionaliste de la religion civique, quand un nouveau culte est mis en place, il est souvent présenté comme le rétablissement d'un culte oublié, renouvelé à la suite d'une demande divine et suivant les modalités indiquées par des dieux ou héros, et non comme une innovation sans lien avec la tradition. Ce caractère traditionaliste implique aussi une réticence à abandonner les cultes déjà en place (même dans des sites d'habitat qui se dépeuplent) : la tendance est donc plus à l'accrétion, l'ajout de nouveaux cultes, quoique les ressources disponibles ne le permettent pas toujours.
Les initiatives privées semblent jouer un rôle important dans la diffusion des cultes qui se répandent le plus aux époques classique et surtout hellénistique, ceux d'Asclépios et d'Isis et de Sarapis, et semblent moins dépendre de l'accord des autorités. On sait que des individus peuvent accueillir des lieux de culte dans leurs propres résidences, ou en fonder de nouveaux, à conditions d'avoir les moyens nécessaires, qui ne sont pas forcément élevés s'il s'agit de sacrifices modestes. Un signe divin ou une vision (épiphanie) intervient souvent dans la décision. Il s'agit souvent de nouveaux cultes peu élaborés, même si dans certains cas de riches personnages peuvent fonder ou redynamiser des lieux de culte plus ambitieux, comme Artémidore de Pergé qui s'installe à Théra à la suite d'un songe pour y créer de nouveaux sanctuaires pour des divinités qui ont en commun leur caractère protecteur, dont des dieux égyptiens. Les armées de l’Égypte lagide ont quant à elles joué un rôle dans la diffusion du culte de Sérapis,.

### L'adoption de divinités non grecques
Parmi ces phénomènes, le cas de l'intégration de divinités d'origine non-grecque a en particulier été étudié. Les anciens Grecs ne nient pas l'existence des divinités étrangères, ou du moins extérieures à la cité, et ne dénoncent pas leurs cultes comme erronés. Ils constatent certes que les autres peuples ont leurs propres règles et usages religieux, ils les observent souvent avec curiosité, mais sans les dénoncer et ils considèrent qu'en fin de compte tous les peuples, eux compris, s'adressent aux mêmes dieux. Cela crée une certaine prédisposition à l'éclectisme et à l'assimilation : quand ils sont confrontés à une divinité inconnue vénérée par un peuple étranger, l'attitude la plus courante des anciens Grecs est de l'identifier à une de leurs divinités (interprétation), et dans certains cas d'adopter son culte (emprunt),. Cela n'est du reste pas propre aux Grecs : les autres peuples se montrent ouverts aux divinités grecques, et il est courant qu'une divinité vénérée à un endroit où plusieurs peuples sont en contact soient nommée différemment par chacun d'entre eux. Ce genre de situation facilite la circulation des idées religieuses et d'une manière générale le dialogue entre les civilisations antiques.
Cette possibilité d'introduction de dieux non grecs répond à des attentes religieuses, renvoie à des connexions établies entre les régions impliquées, des processus de transferts culturels, aussi d'hybridation puisque les divinités non-grecques sont généralement hellénisées, en particulier dans leurs représentations, tout en gardant des éléments visuels ou rituels qui font que leur origine persiste dans l'esprit des fidèles, leur donnant une sorte d'attrait « exotique ». Mais selon J. Rudhardt le phénomène est limité et relève de l'exceptionnel : l'importation d'un culte « étranger » dans une cité semble souvent difficile, on ne cherche pas non plus à exporter des cultes vers d'autres régions et encore moins à les imposer.

## Les divinités en groupes

### Les divinités: un collectif
Le système polythéiste implique que le divin se conjugue au pluriel, « c'est-à-dire articulé à d'autres puissances, pris dans des assemblages, dans des groupements de dieux, dans des configurations d'objets et de situations sans lesquelles il n'est rien, ou si peu », selon M. Detienne.
Les divinités peuvent certes être prises de manière individuelle et isolée, mais pour comprendre les principes du polythéisme il convient de prendre en considération le monde divin dans son ensemble et les possibilités de groupement : « le polythéisme forme ainsi un réseau de protection, un maillage divin efficace encadrant la vie des hommes » (S. Darthou). D'ailleurs si dans le cadre des cultes les fidèles adressent une prière et un sacrifice à une ou plusieurs divinités qu'ils peuvent nommer, au quotidien en revanche ils évoquent généralement les divinités de manière anonyme et souvent collective : ils invoquent « les dieux », voire « dieu » ou « le dieu », ou encore « le divin ». Certaines divinités secondaires sont d'ailleurs honorées ou évoquées systématiquement par groupes de deux, trois ou plus et sont donc nommées au pluriel : les Ménades, les Satyres, les Nymphes, les Océanides, les Néréides, les Muses, les Heures, les Moires, les Charites, etc. Pan et Ilithyie sont également souvent mis au pluriel.
Il est considéré qu'une divinité ne s'oppose en général pas aux volontés d'une autres de ses pairs. Elles agissent souvent de manière collective. Elles sont également souvent honorées en groupes par une même communauté d'individus, notamment quand il s'agit de divinités se partageant un même champ de compétences ou un même lieu de culte. Les sanctuaires et les fêtes religieuses, même quand ils sont placés sous le patronage d'une divinité en particulier, ne manquent pas de célébrer d'autres divinités.
L'approche structuraliste développée par J.-P. Vernant puis poursuivie par d'autres chercheurs a envisagé une analyse du polythéisme en interprétant les relations entre divinités comme un système avec sa logique : « les « puissances » peuvent dès lors être replacées dans le contexte qui fut le leur, à savoir celui d’une culture se représentant le monde divin sous le signe du pluriel et du relationnel » (G. Pironti). L'étude d'une divinité ne peut se faire en la prenant de manière isolée, puisqu'elle n'est pas une personne à proprement parler, sans étudier ses rapports avec d'autres divinités qui définissent son mode d'action, notamment au sein d'un « panthéon ». Les dieux sont classés en fonction de leurs pouvoirs et puissances, et cette classification renvoie au sens que veut lui donner la société qui la crée : il est ainsi possible de distinguer au sein d'un panthéon des complémentarités et des oppositions entre divinités, des hiérarchies, une logique d'organisation hiérarchique, ou fonctionnelle autour du mariage et des techniques. Les traits spécifiques et rôles de chaque divinité ne peuvent donc ressortir clairement que par cette mise en contexte,. Cela ressort en particulier de l'étude des rituels (notamment le partage des sacrifices entre divinités), qui regorgent de situations où les divinités sont vénérées par paires ou groupements plus importants, révélant des configurations et hiérarchies variées. L'analyse de paires de divinités attestées à plusieurs reprises révèlerait des complémentarités et des oppositions qui permettraient d'approcher les aspects communs des diverses facettes d'une mêmee divinités : Athéna et Poséidon sont tous deux liés au cheval avec l'épithète Hippios/Hippia, qui leur prête néanmoins des fonctions différentes en rapport avec cet animal, la première étant plutôt celle qui le dompte tandis que le second représente sa fougue, renvoyant à l'opposition entre la déesse de l'intelligence et le dieu de la force sauvage ; Hestia et Hermès se complètent pour lier d'un côté le pôle du centre et de la stabilité et de l'autre celui de la frontière et du mouvement, etc.,. Cette approche a eu une grande influence dans l'étude des cultes locaux, notamment par sa volonté de tracer des lignes de démarcation entre les différentes puissances divines. Mais certains en ont souligné les limites, notamment sur sa capacité à prendre en compte les évolutions historiques dans la composition des panthéons et la répartition des pouvoirs divins, qui seraient envisagés de manière trop rigide, parce que les appariements et les oppositions de divinités changent beaucoup selon les contextes,,,.

### La famille et la société des dieux

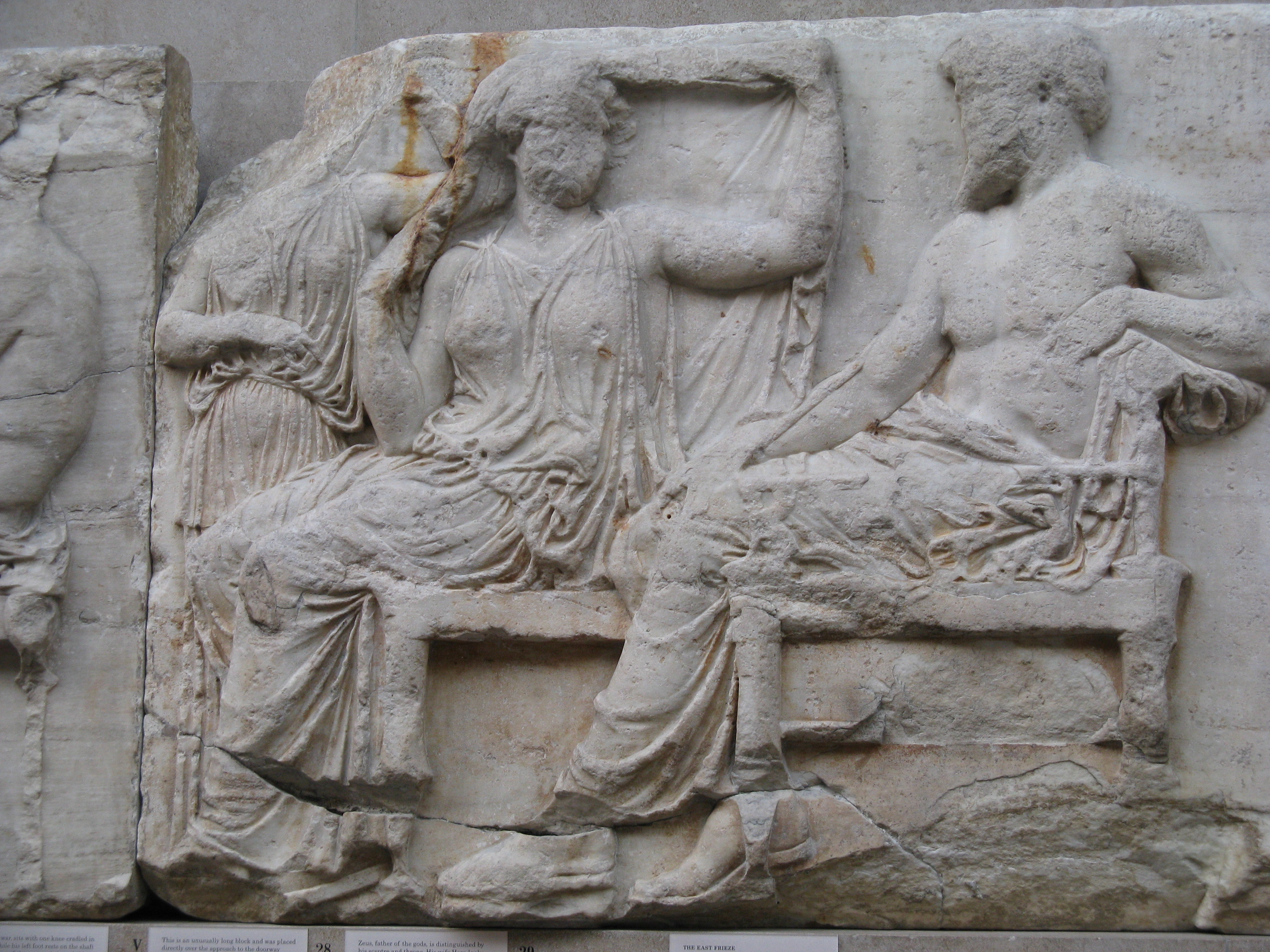
Héra et Zeus, frise du Parthénon, v. 447-433 av. J.-C. British Museum.

Les principales divinités grecques sont liées entre elles par des relations familiales qui font qu'elles forment une grande « famille divine » ou « société divine ». Cela se retrouve en particulier dans les poèmes d'Homère et d'Hésiode. Une généalogie divine est développée, qui peut connaître des variations plus ou moins importantes selon les contextes (Aphrodite est présentée comme fille de Zeus dans l'Iliade, tandis qu'elle est celle d'Ouranos dans la Théogonie). Zeus en est le personnage central, avec son épouse Héra, leur frère Poséidon et leur sœur Déméter, et la progéniture du roi des dieux. Cette société est donc régie par des rapports hiérarchiques, la naissance est un élément essentiel pour définir la place des uns et d'autres, ainsi que les honneurs et compétences répartis par Zeus entre ses différents membres. Les divinités forment un groupe serré avec son organisation, se réunissant dans des assemblées, traversé par des moments de tensions et de crises et aussi des réjouissances. Les vases attiques représentent également les dieux « en société » : par groupe dans une organisation hiérarchique, généralement dominée par Zeus, ou lors d'événements marquants de la mythologie comme la naissance d'Athéna ou les noces de Pélée et de Thétis. La généalogie, les unions et les filiations ne relèvent pas seulement des poèmes épiques et mythologiques, puisque les associations de divinités dans le culte se font souvent suivant cette logique, à l'image de la paire Zeus-Athéna qui est attestée à de nombreuses reprises.

### Les associations de divinités
Les associations de divinités constituant cette famille, en particulier les paires divines, jouent un rôle important dans les cultes et mythes grecs. Ainsi des lois sacrées prévoient que lorsqu'on sacrifie à une divinité on donne aussi à une autre qui lui est associée : une inscription d'Argos prévoit ainsi qu'on offre à Héra une part des animaux immolés lors d'un sacrifice à Zeus, et à Apollon lors d'un sacrifice à Artémis. De fait le couple Zeus-Héra est le plus important, « archétype du couple marié » selon W. Burkert. Dans le culte, il est courant de les honorer ensemble. Le couple frère-sœur formé par Artémis et Apollon est d'un autre type, parfois étendu à une triade quand ils sont liés à leur mère Léto: ils sont notamment groupés dans les grands temples d'Apollon à Delphes et Délos. Mais les associations ne semblent pas systématiques puisqu'on ne trouve pas de trace d'Apollon dans le temple d'Artémis à Brauron. Athéna et son père Zeus sont souvent vénérés conjointement, sous la forme de cultes duals ayant trait à la vie civique comme l'association Zeus Boulaios-Athéna Boulaia au Conseil (Boulè) d'Athènes ou Zeus Agoraios-Athéna Agoraia sur l'agora de Sparte. Déméter et sa fille Korè (Perséphone) sont également étroitement associées, au point qu'elles peuvent être désignées comme « les deux déesses ».

### Les groupements par domaine
Dans le culte, des associations de divinités se font aussi par compétences : il est courant d'invoquer en même temps plusieurs divinités se partageant un même domaine de compétence, pour renforcer le succès de la demande et/ou parce qu'elles se partagent un rôle particulier dans ce domaine. Pour prendre un exemple de domaine bien étudié, celui des divinités du mariage, il est certes dominé par Héra, en particulier avec l'épiclèse Teleia « accomplie (dans le mariage) », qui préside aux rites nuptiaux et à la vie maritale, notamment pour les femmes mariées, mais implique aussi Artémis qui patronne les jeunes filles non mariées et agit jusqu'à la nuit de noces, Aphrodite qui représente l'aspect sexuel du mariage, Zeus en tant qu'époux d'Héra et bien d'autres selon les configurations. Plutarque indique ainsi les nouveaux mariés demandent protection à Zeus Teleios, Héra Teleia, Aphrodite, Péitho (la Persuasion) et Artémis (Questions romaines, 264 B). Julius Pollux évoque des sacrifices pré-maritaux (protelia) adressés par des jeunes filles à Héra Teleia, à Artémis et aux Moires (Onomasticon, 3, 38). Selon d'autres sources encore, les Nymphes, Déméter, les Charites et Hermès peuvent aussi intervenir, et à Athènes les Tritopatores, protégeant la continuité de la famille, et aussi Athéna, en tant que représentante de la communauté civique, pour laquelle le mariage est une affaire majeure,,.

### Classifications et hiérarchies
L'existence de très nombreuses divinités pose la question de l'organisation interne de ce groupe, des hiérarchies et des classifications qui ont existé dans l'Antiquité. J. Bremmer a mis en avant une organisation entre dieux facteurs d'ordre (Zeus, Athéna, Apollon et Artémis) et dieux facteur de désordre (Poséidon, Arès, Aphrodite, Hermès, Dionysos), qui ressort notamment d'un vase attique de Sophilos (v. 580 av. J.-C.) qui présente les premiers sur des chars et en position centrale, et les seconds en position plutôt excentrée. Selon G. Pironti les classifications présentes dans des sources antiques sont en général liées à un contexte et donc ponctuelles. Elles prennent différents critères : la résidence des dieux (le ciel, la terre, le monde souterrain, la mer), la chronologie (dieux anciens, dieux en fonction, dieux nouveaux). Ainsi l'opposition que fait l'Iliade entre les dieux du présent, autour de Zeus, et ceux du passé, déchus, les Titans. D'autres puissances apparaissent dans les poèmes archaïques, comme les nymphes, les daimones, ou des Immortels évoqués par Hésiode que Zeus aurait dépêché sur Terre pour surveiller les humains (Les Travaux et les Jours, 252-255). Plus tard Platon propose dans ses Lois (IV, 717, a6-b6) de vénérer les divinités par groupes, suivant une logique qui part de l'Olympe puis descend sur Terre jusqu'au niveau du foyer, de manière à les relier : les olympiens, les dieux de la cité, les chthoniens (terrestres), les daimones, les héros, puis pour finir les dieux ancestraux de la famille. L'Agamemnon d'Eschyle (88-91) évoque lui aussi des catégories, suivant la topographie civique. Artémidore dans sa Clef des Songes classe les divinités en fonction de leur emplacement dans le cosmos, ce qui sert à éclairer leur sens qu'elles ont dans l'interprétation des rêves.

### Les Douze Dieux
Les textes grecs antiques évoquent un groupe divin appelé « les Douze » (hoi dôdeka) ou les « Douze Dieux » (Dodekatheon) qui font l'objet par endroits d'un culte de façon collective. Cette notion d'un groupe de douze dieux se met progressivement en place à partir de la fin du VIIIe siècle av. J.-C., parmi les tentatives de mettre en ordre le monde divin (qui se retrouve aussi dans les théogonies et généalogies divines), dans la poésie et aussi dans le culte. Chez Homère déjà les grands dieux dirigés par Zeus forment par moments un groupe de douze (Iliade, XX, 33-40) ; ailleurs ils sont seulement dix (Iliade, XX, 67-74). L'idée qu'il y a un groupe de douze divinités majeures apparaît clairement dans la seconde moitié du VIe siècle av. J.-C. et au suivant. Un culte aux Douze Dieux est instauré sur l'agora d'Athènes à l'époque de la tyrannie de Pisistrate (Autel des Douze Dieux d'Athènes, v. 522/1 ; d'après Thucydide), et la frise du Parthénon qui orne par la suite (v. 440-435) le Parthénon présente un groupe de douze dieux. L'autre lieu de culte où un groupe de douze dieux semble émerger vers la même époque est Olympie. Des sanctuaires aux Douze Dieux se retrouvent ailleurs aux périodes suivantes (Délos, Kos, etc.), peut-être à l'exemple d'Athènes et d'Olympie. Au milieu du IIIe siècle av. J.-C., l'idée d'un groupe de douze dieux à vénérer prioritairement semble bien ancrée dans les mentalités. La composition du groupe (quand elle est donnée par des sources antiques) est mouvante, aucune liste « canonique » de ces Douze ne se dessinant, malgré la présence de figures incontournables (Zeus, Héra, Poséidon, Athéna, Hermès, Apollon, Artémis). À l'époque romaine, avec Claude Élien, au IIe – IIIe siècle de notre ère, les Douze Dieux sont qualifiés d'« Olympiens ». À l'époque moderne, il est courant de désigner comme les « Olympiens » un groupe de douze divinités majeures appartenant à une même génération divine, celle de Zeus et de sa progéniture, qui sont généralement considérés comme les plus importants aux yeux des anciens Grecs : Zeus, Héra, Poséidon, Déméter, Apollon, Artémis, Arès, Aphrodite, Hermès, Athéna, Héphaïstos et Hestia. Mais il s'agit du résultat d'une simplification et d'une harmonisation, éloigné des réalités et mentalités antiques, pour lesquelles il s'agissait plutôt d'une manière de synthétiser le monde divin, sans forcément que la question de l'identité exacte des douze divinités soit importante,,,,.
Certaines versions intègrent Dionysos ou Hadès à la place de deux autres dieux, ce qui augmente leur nombre à quatorze.

### «Tous les Dieux» et les panthéons
Les Grecs désignent par le terme Pantheon un lieu où sont vénérés de manière collective « Tous les Dieux » (theoi pantes). Ce type de lieu de culte se développe dans le monde grec à partir de l'époque hellénistique et durant l'époque romaine. Il est aussi désigné par d'autres termes comme « sanctuaire commun » (hieron koinon). En lien avec ces cultes, on trouve des bénédictions pour « tous les dieux » ou « la totalité du divin » to pantheion,.
Dans les publications modernes, le terme de « panthéon » désigne l'ensemble des dieux d'une culture donnée ou du moins un groupe de dieux influent et vénéré dans un lieu spécifique, surtout à l'échelle des cités, et aussi dans un milieu social. Les études portent donc sur les panthéons de telle ou telle cité et de ses subdivisions (notamment les dèmes), voire de groupes religions (le panthéon orphique) ou de récits mythologique (le panthéon homérique), en fonction du culte. Ces ensembles comprennent souvent les principaux dieux grecs, mais leur composition peut varier. Les « Douze Dieux (olympiens) » sont souvent invoqués comme l'exemple-type d'un panthéon grec, même si comme évoqué plus haut cela ne reflète pas vraiment une réalité antique courante, ou alors une qui s'est mise en place tardivement. Comme vu précédemment l'approche structuraliste considère que les panthéons sont un véritable système cohérent dans lequel chacun joue un rôle prédéfini, renvoyant à des rôles et comportements sociaux, ce à quoi il a été objecté qu'ils ne sont pas forcément le résultat d'une construction logique, pas plus qu'ils ne sont immuables et fixes.

## Piété et rapports entre les divinités et les humains
La notion de piété se retrouve en grec ancien dans le terme eusebia. Cela ne renvoie pas à des notions telles que la dévotion, la foi, l'amour. Il s'agit avant tout d'honorer les dieux, ce à quoi renvoie le terme timê, l'« honneur », ou la « part d'honneur » à laquelle un dieu a droit, qui est avant tout le culte qui lui est destiné. Selon W. Burkert, l'expression antique qui se rapproche le plus du sens moderne de « religion » est theon timai, « les honneurs qui reviennent aux dieux », qui se rencontre dans des textes poétiques.

### Une relation d'échanges et de contacts
Il est souvent relevé que la piété grecque s'inscrit dans une logique d'échanges avec le divin, de don et de contre-don : les offrandes sont faites aux dieux pour entrer dans une relation bénéfique avec eux, jouir de leur bienveillance, de leur protection, obtenir leurs faveurs et leur témoigner de la reconnaissance pour cela. Socrate dans l’Euthyphron de Platon décrit la piété, telle qu'elle est couramment envisagée par ses contemporains, comme un « art commercial » (emporikè tekhnè), « une espèce de troc que les dieux et les hommes feraient les uns avec les autres. » Le culte repose sur un « commerce régulier d'échanges, où hommages et bienfaits s'équilibrent » (J.-P. Vernant).
Cette relation à double sens renvoie à la notion difficilement traduisible de charis, souvent rendue par « grâce » ou « faveur », mais renvoyant en fin de compte à l'idée de réciprocité. « Quand on donne quelque chose à un dieu, on donne de la charis dans le sens où l'offrande est agréable ; mais également on accumule pour soi un sentiment de gratitude de la part du dieu, qui est aussi de la charis. L'ensemble de la relation à double sens peut être appelée une relation de charis » (S. Pulleyn). Il ne faut pas forcément l'entendre au sens d'une relation transactionnelle ponctuelle (do ut des), mais plutôt dans celui d'une relation durable qui s'entretient continuellement, une amabilité réciproque ou une réciprocité généralisée,,.
L'offrande est certes utile au dieu, mais elle ne lui est pas nécessaire ni indispensable, elle semble plus avoir la valeur d'hommage, de reconnaissance de sa supériorité, elle est vue comme une marque d'honneur (timai). Selon J. Larson, « alors que les humains attendaient la charis des dieux pour survivre, se reproduire et éviter la douleur et le danger, la charis attendue par les dieux n'était ni uniquement ni fondamentalement fondée sur les dons matériels. Avant tout, les dieux désiraient l'honneur et le plaisir. L'honneur était satisfait par des dons matériels, tels que les offrandes de prémices et les dîmes du butin de bataille, et par des dons immatériels, tels que des hymnes. Le rôle du plaisir esthétique dans les relations réciproques avec les dieux grecs est souvent négligé, mais le vocabulaire du culte fait constamment allusion au plaisir que les dieux éprouvent à la fois dans les formes matérielles (beaux objets) et immatérielles (danses, athlétisme) de culte. »
Dans ce contexte, il semble admis que les divinités participent aux cérémonies sacrificielles, actes majeurs du culte, et même qu'ils prennent personnellement part aux banquets, afin de profiter directement des mets et des autres choses qui leur sont offertes. Ces contacts autour du sacrifice symbolisent l'implication directe des divinités dans la vie des communautés des mortels. Cette présence divine est explicite dans le cadre des rituels appelés théoxénies, sacrifices accompagnés de banquets auxquels sont conviées les divinités, à qui on réserve la place d'honneur, en leur dressant une table et une banquette afin qu'ils président la cérémonie,,,.
Les modalités des contacts entre les humains et les divinités, transcrites dans les lois sacrées des sanctuaires, sont strictement régulées à l'initiative des divinités : aussi bien le moment du sacrifice, l'animal sacrifié, que la personne qui accomplit le sacrifice doivent être approuvés par les divinités. Si un signe néfaste apparaît, cela reflète l'insatisfaction divine et le fait que le contact ne se passe pas bien, ce qui doit entraîner l'interruption du rite. Cela explique pourquoi ceux qui approchent les divinités doivent être dans un état de pureté rituelle : le corps humain, potentiellement entaché de souillure, ne doit en aucun cas contaminer celui des divinités, par essence splendide et pur. Cela explique aussi l'importance des oracles, qui permettent la communication entre les humains et les divinités, souvent employés pour des questions rituelles dans lesquelles l'aval divin est indispensable (notamment l'instauration ou la modification d'un culte), aux côtés de préoccupations politiques et quotidiennes.

### Solliciter les faveurs divines
Selon P. Brulé : « tout, dans l’activité religieuse des Grecs, tend précisément à diriger vers eux-mêmes l’attention divine afin de la récupérer à leur profit. » L'attitude des humains envers les dieux a pu être comparée à celle d'un sujet qui honore son souverain, ou encore à celle d'un client qui honore son patron dans le but d'obtenir sa protection et sa faveur (qu'il s'agisse d'une bienveillance générale ou d'un bienfait spécifique),,. Pour autant, à la différence de ce qui se passe dans le Proche-Orient ancien, les Grecs antiques ne considèrent pas que l'humanité a été créée pour servir les divinités et les entretenir par ses offrandes, et du reste ils ne semblent pas avoir accordé une grande importante aux récits de création des humains par les divinités (anthropogonies).
Quelles faveurs attendent les humains en échange de leurs actes de piété ? Les dieux confèrent sécurité, santé, prospérité, fertilité. On les sollicite en particulier avant des événements cruciaux et/ou potentiellement périlleux : récolte, départ à la guerre, voyage en mer. En analysant le contenu des prières des Grecs, qui formulent le but recherché par ceux qui adressent une offrande à une divinité, J. Rudhardt a constaté qu'elles s'en tenaient souvent à des demandes vagues de bien-être, des « bonnes choses » (agatha), plutôt modestes pour ne pas exiger trop des dieux (notamment en termes de richesses), car ils risqueraient de ne pas accéder aux demandes excessives. Si quelqu'un souhaite le succès dans une entreprise dans laquelle il se lance, ses propres efforts doivent accompagner la faveur divine : « toute réussite résulte en effet d'une synergie entre l'action humaine et l'action divine. » Dans ce tableau, il n'y a manifestement pas beaucoup de place pour les préoccupations sur l'existence après la mort : les faveurs divines sont pour l'essentiel destinées aux vivants,. Dans les cultes civiques, ces mêmes attentes se retrouvent à un niveau collectif : on est pieux pour la prospérité et le bien-être de sa communauté, ses succès à la guerre et dans ses autres entreprises. La vie politique des cités est constamment placée sous les auspices des divinités, qui servent à consolider l'identité de la communauté et la légitimité de ses institutions politiques et sociales.
Pourquoi un individu fait le choix s'adresser à une divinité plutôt qu'à une autre ? Le polythéisme offre une pluralité de choix, et il est improbable qu'un individu ait rendu un culte à tous les dieux vénérés dans son horizon quotidien, en raison du nombre élevé de cultes disponibles, même dans le seul cadre local. Plusieurs éléments entrent en ligne de compte, parmi lesquels les puissances spécifiques de la divinité invoquée, son accessibilité, et les intentions du fidèle. Les compétences et attributs de la divinité sont évidemment une donnée majeure, en fonction de la faveur attendue. C'est particulièrement évident dans le cas des divinités guérisseuses, sollicitées en cas de problème de santé. Divers éléments doivent aider à faire le choix parmi ceux possibles dans un groupe de divinités ayant des attributs similaires : des raisons pratiques comme la proximité d'un lieu de culte, donc la composition du panthéon local, aussi des épithètes de la divinité qui renvoient plus précisément à son mode d'intervention et qui aident à la distinguer d'une autre qui aurait des compétences voisines. Les décisions individuelles jouent ici un rôle important, qui en vient à modeler et remodeler les panthéons locaux. Il faut également prendre en compte les traditions et les habitudes : chaque individu est susceptible d'avoir un panthéon spécifique, en fonction de son lieu de naissance et de résidence, de ses origines familiales et ethniques, le respect des rites traditionnels de ses groupes d'appartenance étant considéré comme un devoir incontournable. Il y a donc souvent un lien entre le fidèle et la divinité vers laquelle il se tourne qui est antérieur à l'acte rituel.
Pour renforcer les changes de succès de sa demande, il est du reste courant de ne pas se limiter à une seule divinité, mais d'en choisir plusieurs agissant dans le même domaine : « les hommes passent leur temps à chercher quelles divinités se vouer, car il est toujours préférable d'en associer plusieurs pour le succès de toute entreprise, privée ou civique. »

### L'observance des rites et des coutumes
La piété grecque est notamment couverte par la notion de rectitude religieuse, hosiotes, qui renvoie au fait d'agir en conformité avec les lois sacrées et les traditions de la communauté. Le respect des rites traditionnels, adoptés par un groupe et établis depuis des temps immémoriaux, est en effet un élément majeur de la piété grecque antique. Les dieux en sont à l'origine, il en sont les garants et ils ne peuvent être modifiés qu'avec leur approbation (communiquée par le biais de la divination).
La mentalité grecque a pu être définie comme « ritualiste » : pour plaire aux divinités, il n'importe pas de suivre un dogme ou d'avoir la foi, mais d'accomplir les rites de manière correcte, suivant les usages ancestraux (kata ta patria),. On ne se préoccupe pas de punir une personne qui n'accomplit pas de rites, qui critique les mythes ou qui se proclame incroyante, en revanche on le fait si elle n'exécute pas un rite conformément aux règles (en particulier si c'est un prêtre) ou plus généralement si elle manque de respect aux rites coutumiers, car c'est un fondement du système religieux et de l'ordre social et donc une menace pour la communauté.
Les questions de morale et de justice ne sont donc pas d'une grande importance dans les relations ordinaires entre hommes et dieux. Les dieux ont certes le même sens de la justice que les humains et réparent des torts et transgressions morales, au moins dans la littérature,. Mais ce n'est pas forcément au cœur de leurs préoccupations et de leurs actions, et ne semble pas les faire réagir tant que les actes impurs ou amoraux ne les concernent pas directement (notamment la violation de serments passés en leur nom). Ils ne sont de toute manière pas vus comme des modèles de vertu dans les discours traditionnels véhiculés par les mythes.

### Le respect des dieux et ses limites
Le respect distancié et révérencieux semble être la posture la plus courante envers les dieux,. Une attitude répandue semble être une forme d'espérance : rester pieux permet d'espérer recevoir la protection des dieux, et vaut mieux que les redouter de façon irraisonnée. En effet, la crainte excessive des dieux qui pousse à chercher partout les signes qu'ils enverraient est vue comme une superstition, deisidaimonia. Les humains n'acceptent pas tout de leurs dieux : on connaît plusieurs cas de fidèles déçus par un dieu envers lequel ils estiment avoir été pieux, et qui ne se privent pas de lui faire remarquer son ingratitude. Les échanges sont toujours intéressés, puisque la piété humaine implique en retour une faveur divine. Cela explique aussi pourquoi les auteurs tels qu'Aristophane et Homère n'hésitent pas à moquer les dieux et à les mettre dans des postures ridicules.
En revanche l'athéisme à proprement parler, à savoir le fait de mettre en cause l'existence des dieux, est quasiment inexistant avant l'émergence du christianisme : seuls quelques philosophes semblent concernés (Diagoras de Mélos, Théodore l'Athée, voire Évhémère et Protagoras). Et encore ce qui s'exprime dans l'athéisme antique relèverait plus d'un scepticisme vis-à-vis de la nature des dieux telle qu'elle est généralement admise, plutôt que d'une négation de l'existence de la divinité. La question de croire ou pas en l'existence des dieux n'est pas posée dans le polythéisme, l'expression nomizein tous theous, souvent traduite par « croire en les dieux », signifie plutôt que l'on reconnaît les dieux par l'accomplissement des rituels qui leur sont dus, ce qui renvoie à la notion de piété.

### Des relations personnelles et privilégiées?
La place occupée par les sentiments individuels dans la mentalité religieuse grecque antique est difficile à déterminer. Il y a peu de sources sur l'expérience religieuse personnelle. Comme pour d'autres contextes religieux, il faut envisager que la piété soit d'une intensité différente suivant les personnes et que les rapports aux dieux et aux cultes soient très divers. Les témoignages potentiels de relations plus intenses entre une personne et une divinité, qui pourraient être caractérisées comme de la dévotion, sont rares et généralement peu explicites, même si apparaissent çà et là, par exemple dans des tragédies, des cas où des personnes font montre d'un enthousiasme spécial envers une divinité.
Des liens plus intimes pourraient se développer dans le cadre de cultes électifs, notamment les cultes à mystères qui supposent de la part des initiés une implication personnelle, plus intense que dans les cultes traditionnels. Dans des écrits, certains individus se présentent comme les « serviteurs » d'une divinité à laquelle ils marquent leur soumission. Ce sentiment apparaît dans des inscriptions dès l'époque classique, notamment dans des situations d'urgence, et envers des divinités au caractère protecteur affirmé (comme Asclépios). Cette tendance semble s'affirmer durant l'époque hellénistique (notamment avec le développement de l'eulogie, formule glorificatrice) et l'époque romaine, peut-être sous influence orientale. Mais le fait que les cultes à mystères et cultes orientaux serviraient à répondre à des attentes spirituelles nouvelles, concernant le salut des individus, a cependant été remis en cause, et reste débattu.
Ces débats rejoignent plus généralement ceux sur les tendances de la religion dans l'empire romain, en particulier en lien avec l'émergence du christianisme, et des réflexions sur d'éventuelles tendances hénothéistes voire monothéistes dans les cultes « païens », notamment autour de la figure du Dieu Très Haut (Theos Hypsistos),. A. Chaniotis a de son côté proposé la notion de « mégathéisme », proclamation de piété envers une divinité en particulier, reposant sur une expérience personnelle de la présence de celle-ci, et qui s'inscrirait dans un contexte de rivalités croissantes entre les cultes et les communautés du monde romain oriental qui en font la promotion.

### Miracles et épiphanies

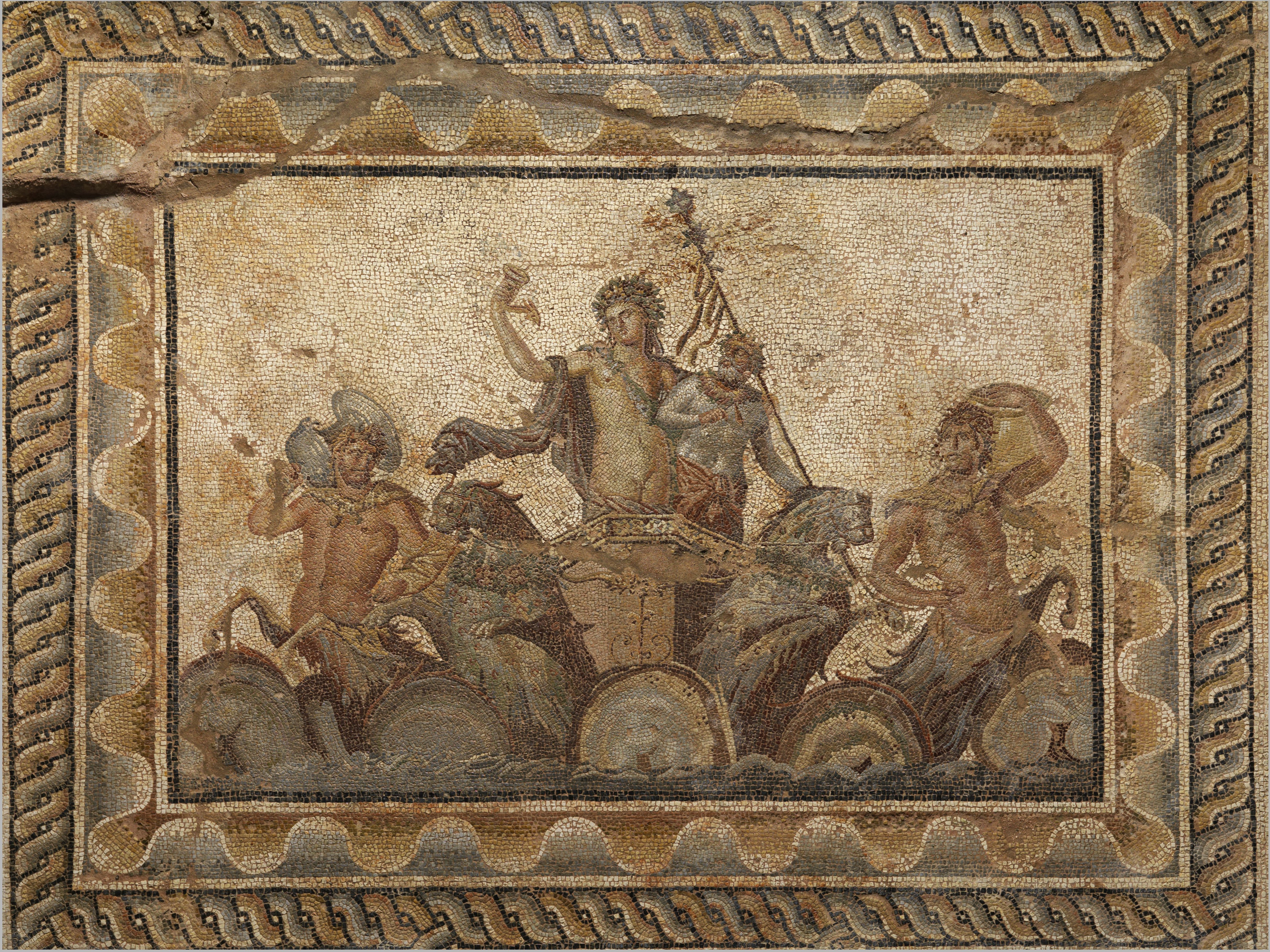
L'épiphanie de Dionysos, mosaïque de Dion, II. Musée archéologique de Dion.

Les évolutions de la religiosité hellénistique vers un rapport plus direct voire personnel à une divinité en particulier ressort des récits de « miracles » accomplis par des divinités au profit d'humains. Ils concernent notamment le dieu-guérisseur Asclépios qui soigne des malades qui se croyaient perdus,. Ces textes sont souvent inclus dans ceux sur les épiphanies (epiphaneia), apparitions de dieux auprès de mortels (y compris sous la forme d'un animal ou d'un phénomène surnaturel comme une grande flamme dans le ciel), en rêve ou lorsqu'ils sont éveillés, parfois à la suite d'invocations qui les rapprochent du domaine de la divination (incubation, rituel de banquet ou d'initiation) et s'accompagnent de miracles et renversements de situation (comme le basculement du sort d'une bataille). Ils sont manifestement inspirés des interventions divines des épopées et des deus ex machina des pièces de théâtre. Ces récits, qui concernent plus spécifiquement certaines divinités (Asclépios, Apollon, les Dioscures, Isis et Sarapis, etc.), servent à mettre en avant la gloire et la vertu d'un dieu (on parle d'« arétalogie », terme forgé à partir d’aretê « vertu »), à promouvoir son culte. Ils reposent sur la croyance que la présence divine peut être ressentie, que le dieu est efficace et qu'il est également à l'écoute (epekoos) des humains. Ils ont pour but d'animer la piété de leurs ouailles, puisqu'ils servent à justifier et stimuler la consécration d'offrandes (notamment des statues ou monuments), la fondation de fêtes voire de lieux de cultes là où l'apparition s'est produite. Ils ont aussi des enjeux politiques, car ils confèrent du prestige à ceux qui disent les avoir vécues, dont ils révèlent la piété exceptionnelle et la grâce divine dont ils bénéficient (dans la littérature épique c'est le privilège des héros) et rejaillissent sur leurs cités ou royaumes (le terme d'« épiphane » sert aussi à désigner le caractère illustre, lumineux, des rois hellénistiques et empereurs romains). Les Chrétiens useront des mêmes procédés pour obtenir des conversions,.

## Les philosophes et le divin
La philosophie grecque antique est une forme de pensée individuelle, généralement présentée comme une succession de théories et arguments élaborés par des philosophes, mais c'est aussi et avant tout « une quête de sagesse, d'un progrès qui est tout à la fois intellectuel, moral et spirituel, d'une vie plénière et plus authentique que favorise une recherche lucide du vrai » (A. Motte). Bien qu'elle ne soit qu'une des facettes de la pensée philosophique de la Grèce antique, la réflexion sur la religion y occupe une place importante, les principaux philosophes grecs antiques ont réfléchi sur le divin. Quelles que soient leurs divergences, les principales écoles (platonisme, aristotélisme, stoïcisme, épicurisme) s'approprient le concept de « dieu » (theos) pour le repenser comme un idéal philosophique suprême (parfait, bon, rationnel), une entité supérieure aux divinités grecques traditionnelles, qui lui sont ou bien subordonnées ou bien sont vues comme une partie de lui-même (au besoin en passant par l'allégorie). Selon G. Most, « la pensée philosophique antique n'avait pas trouvé de meilleure manière que la théologie pour réfléchir sur ses propres limites et aspirations. En réfléchissant sur dieu, l'homme antique réfléchit sur lui-même. »
Les premiers philosophes (les « présocratiques ») proposent des discours sur l'origine et l'ordre du monde résultant de leurs réflexions personnelles. Ils présentent plusieurs points communs : « on se fonde sur un postulat qu'il existe un « principe », archè, qui permet d'expliquer tout chose », « on comprend (...) qu'il existe un « devenir » régi par ses lois propres, des lois que les hommes ne peuvent influencer, physis », et « le monde qui existe, enfin, est l'« ordre », kosmos (...) si souvent perturbé dans la réalité, (qui) se trouve restauré grâce à un projet intellectuel qui en rend compte. » Le « principe » est généralement considéré comme d'essence divine. Chez les premiers philosophes ioniens, il est identifié à un élément du monde naturel, omniprésent (l'eau chez Thalès, l'« illimité » chez Anaximandre, l'air chez Anaximène), puis chez les suivants le « divin », ou du moins ce qui s'en approche, est moins clairement identifié : une entité unique impossible à connaître et à nommer pour Héraclite, un être parfait à tous les égards pour Parménide. Si leurs discours sur l'origine et l'organisation du cosmos présentent d'évidentes continuités par rapport à ceux d'Homère et d'Hésiode, ils s'en distinguent en présentant l'organisation du monde de façon plus abstraite, notamment en tournant le dos à l'anthropomorphisme (physique et moral) des dieux, Xénophane portant cette critique le plus loin.
La pensée développée par Platon durant sa longue période d'activité, qui a connu de nombreuses évolutions, est fondamentale dans l'histoire de la pensée religieuse tant par son ampleur que par son impact. Un de ses dialogues de jeunesse, Euthyphron, met en scène son maître Socrate débattant avec le personnage qui donne son nom à l’œuvre, un devin, sur les différentes manières de définir la piété. Puis il pousse plus loin la redéfinition du divin entamée par ses prédécesseurs, en proclamant que Dieu est moralement bon, et ne peut donc agir de façon mauvaise, immatériel, et que le philosophe doit chercher à s'en approcher autant que c'est humainement possible. Sa conception de l'univers et de la divinité (il parle aussi bien d'un Dieu au singulier que de dieux au pluriel) est exposée le plus longuement dans le Timée, œuvre incontournable de la religiosité cosmique, qui raconte la création du monde par le démiurge, qui l'organise de façon harmonieuse. Les étoiles y sont conçues comme des êtres divins, dont les mouvements reflètent cette organisation harmonieuse, alors que des daimones occupent une position inférieure,.
Aristote s'oppose à son maître en proposant une vision d'un cosmos éternel, sans début ni fin, donc sans démiurge, et de même une espèce humaine présente depuis toujours, comme tous les êtres vivants. Il admet cependant l'idée d'une divinité suprême, qu'il développe dans le livre Lambda (XII) de la Métaphysique : le monde n'est certes pas créé, mais il est mis en mouvement par cet être supérieur, qui provoque le mouvement du ciel, lequel entraîne les mouvements du reste de l'univers. C'est un « Premier moteur », « moteur immobile » parce qu'il meut sans être mû, parfaitement beau, objet de pensée et de désir pour tout le reste du cosmos. Il existe également d'autres êtres divins, qui assurent les autres mouvements de l'univers, comme ceux des planètes. De la même manière que Platon, chez Aristote il faut étudier dieu pour s'approcher le plus possible de la nature divine,.
Xénocrate, autre disciple de Platon et continuateur de l'école platonicienne, développe une théorie de l'organisation du monde divin, établissant une hiérarchie entre les divinités secondaires, les daimones, qu'il essaye de relier aux divinités de la mythologie et des cultes traditionnels, notamment en ayant recours à l'allégorie. C'est sans doute une manière de tenter de concilier les figures divines que mettent en place les spéculations philosophiques et celles qui sont vénérées au quotidien par la population. Théophraste, disciple d'Aristote, porte en particulier ses réflexions sur la piété, qu'il n'identifie pas à l'accomplissement des rites, mais à une attitude pieuse, au caractère du fidèle, qui s'exprime par ces actes. Avec lui la piété devient une vertu, une façon d'être qui doit se manifester continuellement et pas seulement par des actes ponctuels.
Ces réflexions ont donc contribué à l'apparition d'une nouvelle pensée religieuse, dans laquelle « les dieux deviennent l'absolu, le fondement du Bien. » Les deux principaux courants de l'époque hellénistique, l’Épicurisme et le Stoïcisme, poursuivent sur cette voie. Épicure propose une vision de la nature dans laquelle les craintes liées à l'intervention divine et à la mort sont infondées. Il convient certes de rendre hommage aux dieux en participant aux cultes traditionnels, mais on peut aussi chercher à comprendre le divin par l'étude et devenir soi-même divin. Pour les Stoïciens, l'univers entier est la substance de dieu (panthéisme), aussi l'étude du monde physique revient à l'étude de dieu. Ce dieu est un être immanent qui produit l'ordre du monde et son évolution. La piété reste un comportement essentiel pour l'éthique, les Stoïciens cherchant à concilier les mythes et les cultes traditionnels avec leur vision du monde, en passant notamment par des interprétations allégoriques. Les Stoïciens (selon une formulation donnée par l'auteur de langue latine Varron) en viennent à distinguer trois types de dieux, ceux vénérés par les cultes publics, ceux qui apparaissent dans les mythes des poètes, et ceux des philosophes, qui sont selon eux des êtres vertueux qui ne peuvent mal agir.
La fin de l'époque hellénistique et l'époque romaine impériale voient la pratique religieuse faire l'objet de plus d'interprétations et d'analyses philosophiques, ce qui donne en retour un aspect plus religieux à la philosophie et aux pratiques intellectuelles des élites (dans le contexte de la seconde sophistique). Elles sont en particulier marquées par les réflexions sur les divinités, les miracles ou les daimones, la quête du divin par les philosophes, aussi des dialogues et controverses avec des penseurs du judaïsme (Philon d'Alexandrie) et surtout du christianisme naissant, qui en porte l'empreinte. La philosophie de cette période a pu être qualifiée de « syncrétique », parce qu'elle mêle des aspects du platonisme, de l'épicurisme, du stoïcisme et du pythagorisme, bien que les écoles restent distinctes. Le moyen-platonisme (Eudore, Atticus, Plutarque, voire Celse, etc.) qui se développe alors présente de nombreux aspects religieux. Là encore il s'agit plus généralement de justifier les pratiques de la religion traditionnelle, à savoir le culte des dieux. Une grande importance est accordée au concept de « providence » (pronoia), la manière qu'ont les dieux d'intervenir dans la marche du monde, sur lequel réfléchit notamment Atticus. Dans cette perspective, le cosmos est perçu comme une entité unique assimilant les divinités traditionnelles qui lui sont subordonnées et sont des agents de la providence. Leur vouer un culte revient alors à vénérer à travers eux l'entité suprême, ce qui entraîne une inflexion en direction d'un monothéisme. De la même manière, les humains doivent chercher à être des agents de la providence, afin de s'approcher de la condition divine.
Le platonisme reste le courant philosophique majeur durant l'Antiquité tardive, époque de développement du néoplatonisme, dont les principales figures sont Plotin, Porphyre, Jamblique et Proclus. L'aspect théologique de la philosophie est plus marqué que jamais. Dieu est vu comme la source de toutes choses, mais plusieurs de ces philosophes considèrent que l'entité ultime (l'Un de Plotin), premier principe, ne peut être atteinte rationnellement par les humains. Le philosophe qui cherche à remonter vers cette source afin d'atteindre lui-même la divinité fait alors appel à la médiation d'êtres divins de rang inférieurs et daimones, et à différentes œuvres de la pensée empruntées à d'autres courants philosophiques et religieux (mythologie traditionnelle, orphisme, judaïsme, gnosticisme, christianisme, etc.) qui permettent de s'élever spirituellement, aussi à la théurgie, pratique mêlant magie et divination, devant aider à obtenir l'appui des puissances divines. Les courants philosophiques « païens » sont progressivement marginalisés par le triomphe du christianisme, leur fin symbolique étant souvent située au moment de la fermeture de l'Académie d'Athènes par ordre de Justinien en 529. Plusieurs des « Pères de l’Église » avaient alors opéré une synthèse reprenant les éléments jugés acceptables et donc conservables de ces pensées philosophiques en les intégrant dans les croyances chrétiennes, assurant au passage la survie des œuvres philosophiques antiques qui nous sont parvenues.

### Dictionnaires
- Pierre Grimal, Dictionnaire de la mythologie grecque et romaine, Paris, Presses universitaires de France, 2002, 15e éd. (1re éd. 1951)
- Maurice Sartre, Anne Sartre-Fauriat et Patrice Brun (dir.), Dictionnaire du monde grec antique, Paris, Larousse, coll. « In extenso », 2009 (ISBN 978-2-03-584834-5).
- (en) Simon Hornblower, Antony Spawforth et Esther Eidinow (dir.), The Oxford Classical Dictionary, Oxford, Oxford University Press, 2012, 4e éd.
- Michel Mathieu-Colas, Lexique des divinités grecques et romaines, Paris, Les Belles Lettres, 2024

### Recueils de sources
- Louise Bruit Zaidman, Les Grecs et leurs dieux : Pratiques et représentations religieuses dans la cité à l’époque classique, Paris, Armand Colin, 2005
- (en) Valerie M. Warrior, Greek Religion : A Sourcebook, Newburyport, Company, 2009
- (en) Emily Kearns, Ancient Greek Religion : A Sourcebook, Malden et Oxford, Wiley-Blackwell, 2009
- Carlos Lévy, Devenir dieux : Désir de puissance et rêve d'éternité chez les Anciens, Paris, Les Belles Lettres, coll. « L'Antiquité par ses textes », 2010
- Laure de Chantal, Panthéon en poche : Dieux et déesses de l'Antiquité, Paris, Les Belles Lettres, coll. « L'Antiquité par ses textes », 2013 (1re éd. 2007)

### Religion grecque antique
- Jean-Pierre Vernant, Mythe et religion en Grèce ancienne, Paris, Le Seuil, 2014 (1re éd. 1990)
- Madeleine Jost, Aspects de la vie religieuse en Grèce : Du début du Ve siècle à la fin du IIIe siècle av. J.-C., Paris, SEDES, 1992
- Pierre Brulé, « La religion, histoire et structure », dans Pierre Brulé et Raymond Descat (dir.), Le monde grec aux temps classiques. Tome 2 Le IVe siècle, Paris, Presses Universitaires de France, coll. « Nouvelle Clio », 2004, p. 413-479.
- Jan N. Bremmer (trad. Alexandre Hasnaoui), La Religion grecque, Paris, Les Belles Lettres, 2012 (ISBN 978-2-251-44445-1).
- Walter Burkert (trad. Pierre Bonnechere), La Religion grecque à l'époque archaïque et classique, Paris, Picard, 2011 (1re éd. 1977)
- Louise Bruit Zaidman et Pauline Schmitt Pantel, La religion grecque dans les cités à l’époque classique, Paris, Armand Colin, coll. « Cursus », 2017, 5e éd. (1re éd. 1989)
- (en) Robert Price, Religions of the Ancient Greek, Cambridge, Cambridge University Press, 1999
- (en) David Potter, « Hellenistic Religion », dans Andrew Erskine (dir.), A Companion to the Hellenistic World, Malden et Oxford, Wiley-Blackwell, 2005, p. 407-430.
- (en) Jon D. Mikalson, Ancient Greek Religion, Malden et Oxford, Wiley-Blackwell, 2010 (1re éd. 2005)
- (en) Robert Parker, Polytheism and Society at Athens, Oxford, Oxford University Press, 2005
- (en) Robert Parker, On Greek religion, Ithaca, Cornell University Press, 2011
- (en) Daniel Ogden (dir.), A Companion to Greek religion, Malden et Oxford, Blackwell, coll. « Blackwell companions to the ancient world », 2007.
- (en) Emily Kearns, « Archaic and Classical Greek Religion », dans Michele Renee Salzman et Marvin A. Sweeney (dir.), The Cambridge History of Religions in the Ancient World, volume I: From the Bronze Age to the Hellenistic Age, Cambridge, Cambridge University Press, 2013, p. 280-306.
- (en) Esther Eidinow et Julia Kindt (dir.), The Oxford Handbook of Ancient Greek Religion, Oxford, Oxford University Press, 2015.
- (en) Jennifer Larson, Understanding Greek Religion : A Cognitive Approach, Oxon, Routledge, 2016
- (en) Angelos Chaniotis, Age of Conquests : The Greek World from Alexander to Hadrian, Cambridge, Harvard University Press, 2018, « From Civic Worship to Megatheism », p. 344-385.

### Études sur les dieux grecs et leurs cultes
- Jean-Pierre Vernant, « La société des dieux », dans Mythe et société en Grèce ancienne, Paris, F. Maspéro, 1974, p. 103-120
- Jean-Pierre Vernant, « Corps obscur, corps éclatant », dans Charles Malamoud et Jean-Pierre Vernant (dir.), Corps des dieux, Paris, Gallimard, 1986 (lire en ligne), p. 19-45.
- Giulia Sissa et Marcel Detienne, La vie quotidienne des dieux grecs, Paris, Hachette, 1989
- Pierre Lévêque et Louis Séchan, Les grandes divinités de la Grèce, Paris, Armand Collin, 1990 (1re éd. 1966)
- Pierre Sineux, Qu'est-ce qu'un dieu grec ?, Paris, Klincksieck, 2006
- Michel Sève, « Qu'est-ce qu'un dieu grec ? », Bulletin de l'Association Guillaume Budé, vol. 2006 2,‎ 2006, p. 133-146 (lire en ligne)
- (en) Jennifer Larson, Ancient Greek Cults : A Guide, New York, Routledge, 2007
- (en) Jan N. Bremmer et Andrew Erskine (dir.), The Gods of Ancient Greece : Identities and Transformations, Édimbourg, Edinburgh University Press, 2010.
- (en) Henk Versnel, Coping With the Gods : Wayward Readings in Greek Theology, Leyde, Brill, 2011
- (en) Robert Parker, Greek Gods Abroad : Names, Natures, and Transformations, Berkeley, University of California Press, 2017
- (en) Jan N. Bremmer, « The Greek Gods in the Twentieth Century », dans The World of Greek Religion and Mythology Collected Essays II, Tübingen, Mohr Siebeck, 2019, p. 3-20

### Croyances et pensée religieuse
- Jean Rudhardt, Notions fondamentales de la pensée religieuse et actes constitutifs du culte dans la Grèce classique, Paris, Picard, 1992 (1re éd. 1958)
- Louise Bruit Zaidman, Le commerce des dieux : eusebia, essai sur la piété en Grèce ancienne, Paris, La Découverte, 2001
- (en) Esther Eidinow, Julia Kindt et Robin Osborne (dir.), Theologies of Ancient Greek religion, Cambridge, Cambridge University Press, 2016
- Paul Veyne, L'empire gréco-romain, Paris, Le Seuil, coll. « Points - Histoire », 2005, « Culte, piété et morale dans le monde gréco-romain », p. 503-656.
- Pierre Bonnechere et Vinciane Pirenne-Delforge, « Réflexions sur la religion grecque antique : comment appréhender le polythéisme ? », dans Colette Bernard, Marc-Antoine Gavray et Jean-Marc Narbonne (dir.), L’Esprit critique dans l’Antiquité I : Critique et licence dans la Grèce antique, Paris, Les Belles Lettres, 2019 (lire en ligne), p. 57-97.
- (en) Glenn W. Most, « Philosophy and Religion », dans David Sedley (dir.), The Cambridge Companion to Greek and Roman Philosophy, Cambridge, Cambridge University Press, 2003, p. 300-322

### Mythologie
- Timothy Gantz, Mythes de la Grèce archaïque, Paris, Belin, 2004
- (en) Fritz Graf (trad. Thomas Marier), Greek Mythology : An Introduction, Baltimore, Johns Hopkins University Press, 1993 (1re éd. 1987)
- Suzanne Saïd, Approches de la mythologie grecque, Paris, Les Belles Lettres, 2008
- Claude Calame, Qu'est-ce que la mythologie grecque ?, Paris, Gallimard, coll. « Folio Essais », 2015
- Sonia Darthou, Lexique des symboles de la mythologie grecque, Paris, Presses Universitaires de France, coll. « Que-sais-je ? », 2024, 3e éd.